# Saint-Étienne-de-Saint-Geoirs
Pour les articles homonymes, voir Saint-Étienne (homonymie).
Saint-Étienne-de-Saint-Geoirs est une commune française située dans le département de l'Isère en région Auvergne-Rhône-Alpes.
Ville-siège de la communauté de communes du Pays de Bièvre-Liers jusqu'en 2014, Saint-Étienne-de-Saint-Geoirs est désormais le siège d'une communauté plus importante dénommée communauté de communes Bièvre Isère.
Le territoire de la commune accueille l'aéroport de Grenoble-Alpes-Isère, anciennement appelé Grenoble-Saint-Geoirs, qui dessert la ville de Grenoble et de nombreuses stations de sports d'hiver.
En 2018, la commune est labellisée « Ville Prudente », pour son engagement pour la prévention et la sécurité routières,. Ses habitants sont dénommés les Stéphanois (de Stéphanos, nom grec correspondant au prénom Étienne).

## Géographie

### Localisation et description

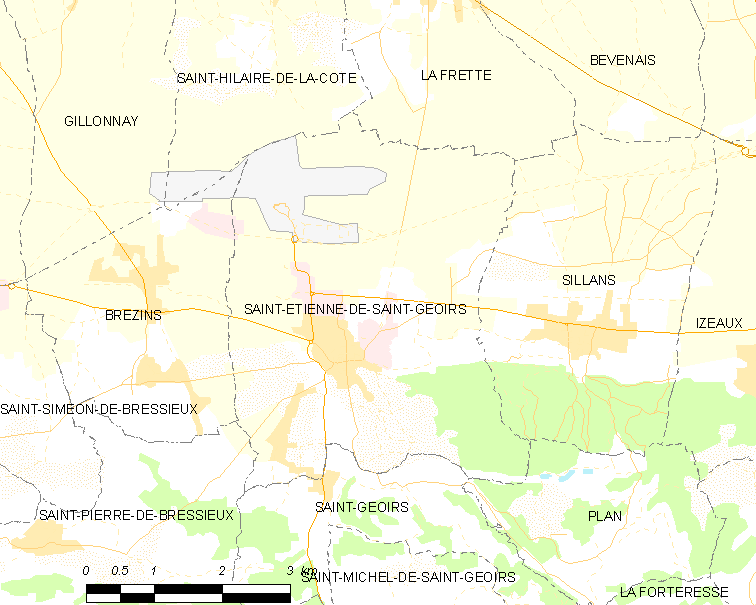
Plan de la commune de Saint-Étienne-de-Saint-Geoirs

#### Localisation
Située entre Lyon, Grenoble, Valence et Bourgoin-Jallieu, dans le secteur du Bas Dauphiné, en Isère, la commune s'est principalement développée dans la plaine de Bièvre.
Depuis le 1er janvier 2014, Saint-Étienne-de-Saint-Geoirs est le siège de la Communauté de communes Bièvre Isère en raison de sa position centrale dans ce nouveau territoire et de sa proximité des grands axes de communication.
Son centre-ville se situe à 87 km du centre de Lyon, préfecture de la région Auvergne-Rhône-Alpes et à 47 km de Grenoble, préfecture du département de l'Isère, ainsi qu'à 557 km de Paris (par la route). La ville se positionne à proximité de l'Aéroport de Grenoble-Alpes-Isère situé à 3 kilomètres du centre.

#### Description
La commune présente un fort contraste entre sa partie ancienne et des faubourgs de construction plus récentes. Le bourg ancien présente un habitat assez resserré et se situe aux limites méridionales de la plaine de Bièvre au pied des derniers contreforts de la partie orientale du plateau de Chambaran, mais la cité s'est ensuite développée dans la plaine. Les principales zones commerciales et la zone aéroportuaire se situent, quant à elle, dans la partie septentrionale de la commune, reliées par une route à voies aux autres agglomérations de la région.

### Communes limitrophes
| Saint-Hilaire-de-la-Côte  | Saint-Hilaire-de-la-Côte / La Frette | Sillans   |
| Brézins                   | Saint-Étienne-de-Saint-Geoirs        | Gillonnay |
| Saint-Pierre-de-Bressieux | Saint-Geoirs                         | Plan      |

### Géologie et relief

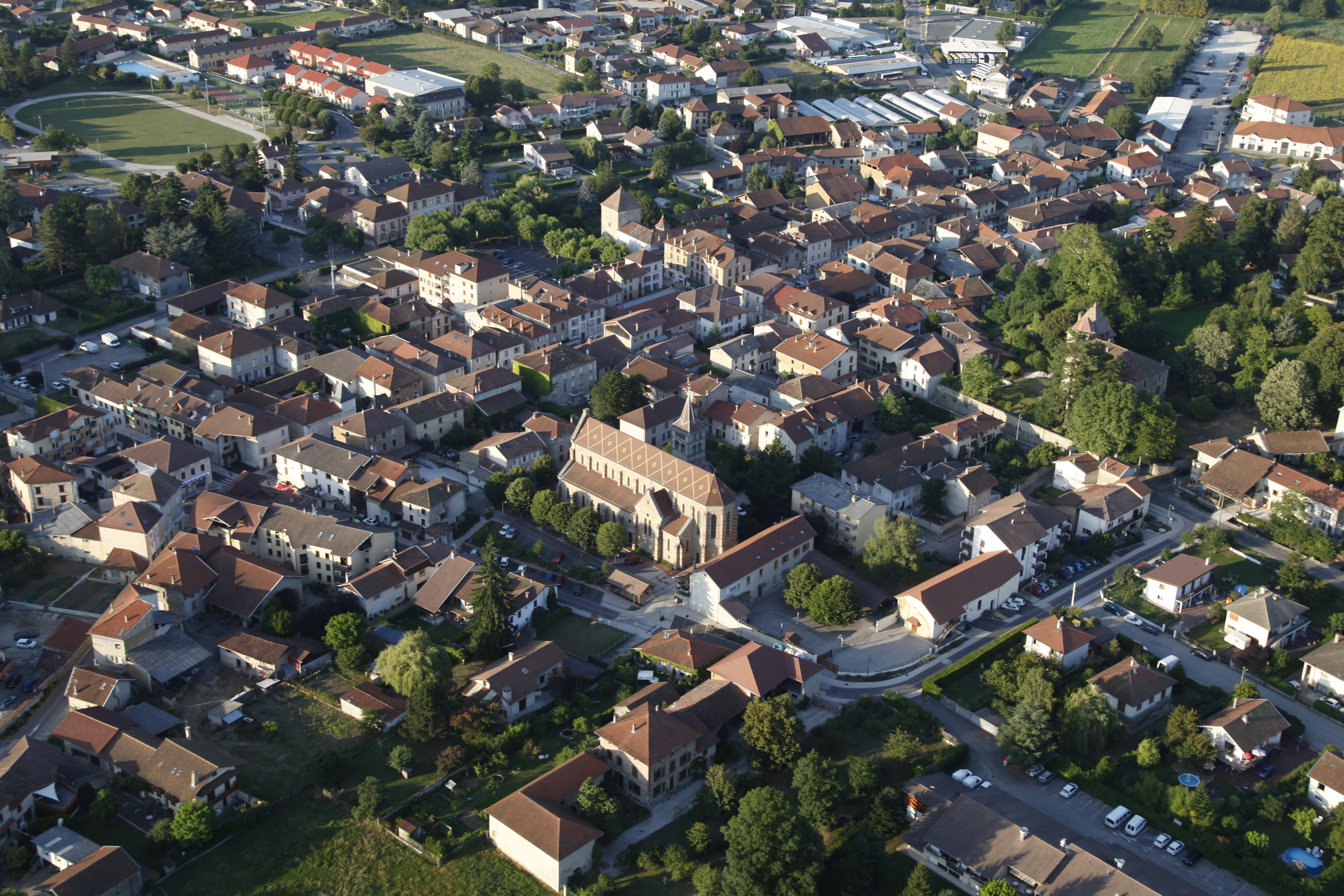
Le bourg de Saint-Étienne-de-Saint-Geoirs vu d'un avion

Le territoire de Saint-Étienne-de-Saint-Geoirs est situé dans la plaine de Bièvre-Valloire, une large vallée ouverte entre celle de l'Isère et le cours du Rhône et dont la forme régulière en auge à fond plat suggère une origine glaciaire, ce que confirme la présence de dépôts morainiques.

### Hydrographie et hydrologie
S'écoulant depuis le plateau de Chambaran, le Rival est un ruisseau s'écoulant dans un axe sud-ouest sur le territoire communal. Il est rejoint par un petit affluent, la Coule.

### Climat
Pour des articles plus généraux, voir Climat d'Auvergne-Rhône-Alpes et Climat de l'Isère.
En 2010, le climat de la commune est de type climat des marges montargnardes, selon une étude du Centre national de la recherche scientifique s'appuyant sur une série de données couvrant la période 1971-2000. En 2020, Météo-France publie une typologie des climats de la France métropolitaine dans laquelle la commune est exposée à un climat de montagne ou de marges de montagne et est dans la région climatique Alpes du nord, caractérisée par une pluviométrie annuelle de 1 200 à 1 500 mm, irrégulièrement répartie en été.
Pour la période 1971-2000, la température annuelle moyenne est de 11 °C, avec une amplitude thermique annuelle de 17,6 °C. Le cumul annuel moyen de précipitations est de 1 027 mm, avec 9,7 jours de précipitations en janvier et 6,5 jours en juillet. Pour la période 1991-2020, la température moyenne annuelle observée sur la station météorologique installée sur la commune est de 11,5 °C et le cumul annuel moyen de précipitations est de 915,1 mm,. Pour l'avenir, les paramètres climatiques de la commune estimés pour 2050 selon différents scénarios d'émission de gaz à effet de serre sont consultables sur un site dédié publié par Météo-France en novembre 2022.
| Mois                                  | jan.             | fév.            | mars             | avril         | mai           | juin         | jui.           | août           | sep.            | oct.            | nov.             | déc.            | année      |
| ------------------------------------- | ---------------- | --------------- | ---------------- | ------------- | ------------- | ------------ | -------------- | -------------- | --------------- | --------------- | ---------------- | --------------- | ---------- |
| Température minimale moyenne (°C)     | −0,7             | −0,5            | 2,1              | 4,7           | 8,9           | 12,4         | 14,1           | 14,2           | 10,8            | 7,7             | 3,2              | 0,1             | 6,4        |
| Température moyenne (°C)              | 2,8              | 3,8             | 7,4              | 10,4          | 14,5          | 18,4         | 20,6           | 20,5           | 16,4            | 12,3            | 6,9              | 3,5             | 11,5       |
| Température maximale moyenne (°C)     | 6,3              | 8               | 12,6             | 16,2          | 20,2          | 24,4         | 27,1           | 26,9           | 22              | 17              | 10,7             | 6,9             | 16,5       |
| Record de froid (°C) date du record   | −27,1 03.01.1971 | −19,4 05.02.12  | −18,2 04.03.1949 | −7,9 08.04.03 | −2,8 07.05.19 | 2,1 10.06.05 | 4,8 18.07.1970 | 3,8 30.08.1986 | −1,2 28.09.1972 | −5,3 30.10.1950 | −10,9 27.11.1971 | −20,2 30.12.05  | −27,1 1971 |
| Record de chaleur (°C) date du record | 17,3 10.01.15    | 20,7 25.02.1991 | 25,3 22.03.1990  | 28 18.04.1949 | 31,4 22.05.22 | 37 22.06.03  | 38,3 24.07.19  | 39,5 13.08.03  | 33,6 05.09.1949 | 29,7 09.10.23   | 24,8 01.11.1968  | 19,5 18.12.1989 | 39,5 2003  |
| Ensoleillement (h)                    | 908              | 1 116           | 1 729            | 1 898         | 2 208         | 2 584        | 2 924          | 2 634          | 1 992           | 1 404           | 911              | 78              | 21 084     |
| Précipitations (mm)                   | 63,3             | 48,7            | 63               | 75,5          | 90,7          | 73,3         | 66,5           | 66,3           | 98,9            | 106,7           | 98,6             | 63,6            | 915,1      |

## Urbanisme

### Typologie
Au 1er janvier 2024, Saint-Étienne-de-Saint-Geoirs est catégorisée bourg rural, selon la nouvelle grille communale de densité à sept niveaux définie par l'Insee en 2022.
Elle appartient à l'unité urbaine de Saint-Étienne-de-Saint-Geoirs, une agglomération intra-départementale regroupant deux  communes, dont elle est ville-centre,,. Par ailleurs la commune fait partie de l'aire d'attraction de Saint-Étienne-de-Saint-Geoirs, dont elle est la commune-centre,. Cette aire, qui regroupe 1 communes, est catégorisée dans les aires de moins de 50 000 habitants,.

### Occupation des sols
L'occupation des sols de la commune, telle qu'elle ressort de la base de données européenne d’occupation biophysique des sols Corine Land Cover (CLC), est marquée par l'importance des territoires agricoles (65,9 % en 2018), en diminution par rapport à 1990 (75,4 %). La répartition détaillée en 2018 est la suivante : 
terres arables (40,8 %), zones industrielles ou commerciales et réseaux de communication (17,9 %), zones agricoles hétérogènes (14,1 %), forêts (9,5 %), zones urbanisées (6,7 %), cultures permanentes (6,1 %), prairies (4,8 %). L'évolution de l’occupation des sols de la commune et de ses infrastructures peut être observée sur les différentes représentations cartographiques du territoire : la carte de Cassini (XVIIIe siècle), la carte d'état-major (1820-1866) et les cartes ou photos aériennes de l'IGN pour la période actuelle (1950 à aujourd'hui).

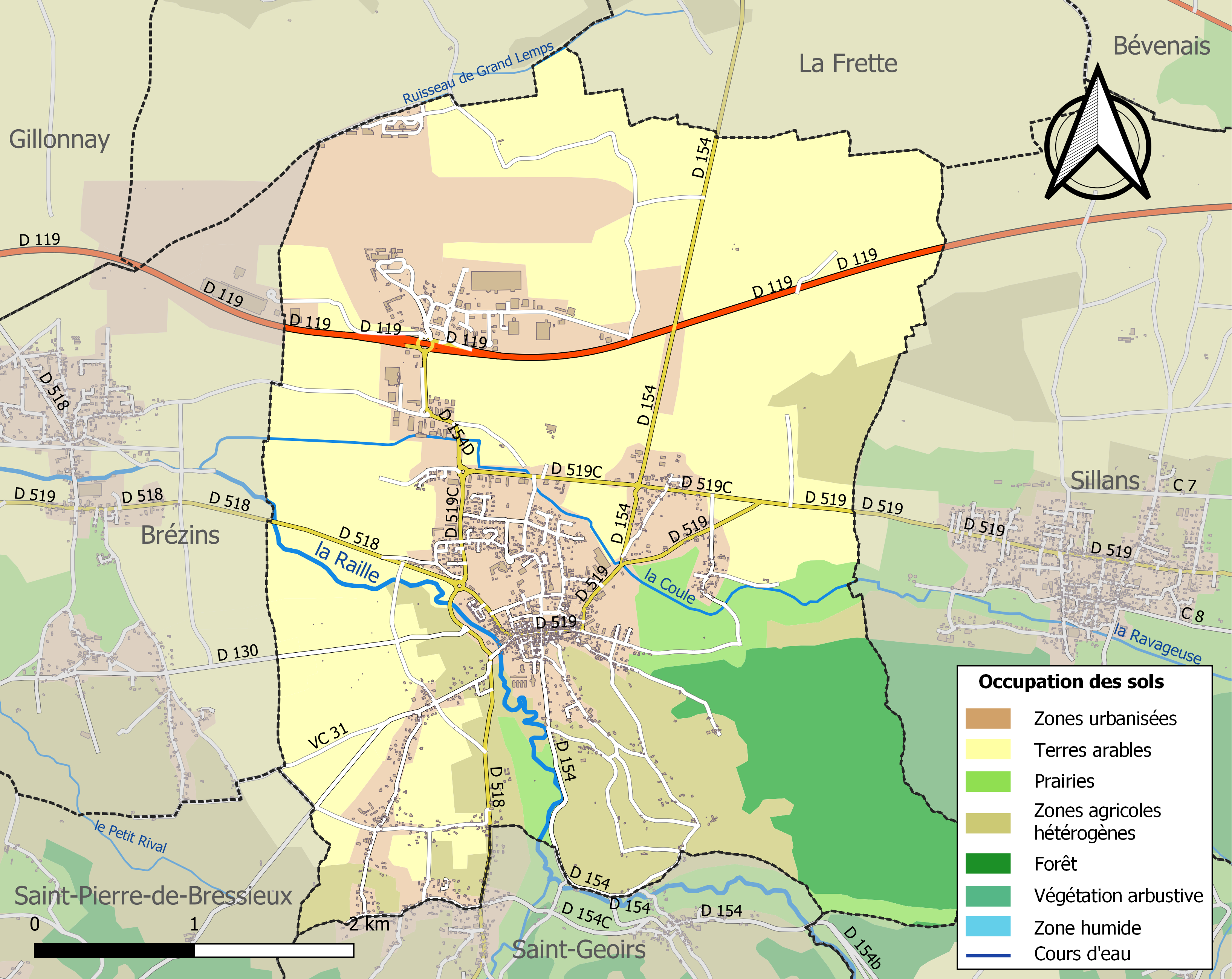
Carte des infrastructures et de l'occupation des sols de la commune en 2018 (CLC).

### Morphologie urbaine
Le territoire de la commune a beaucoup évolué durant les quarante dernières années. Après la création de nouveaux quartiers entre l'aéroport, créé en 1968, la municipalité conduit de nombreux projets afin de donner une certaine cohérence urbaine à la petite ville. Depuis quelques années, un vaste programme de rénovation du centre-ville a été mis en place.

Quelques vues du territoire de Saint-Étienne-de-Saint-Geoirs
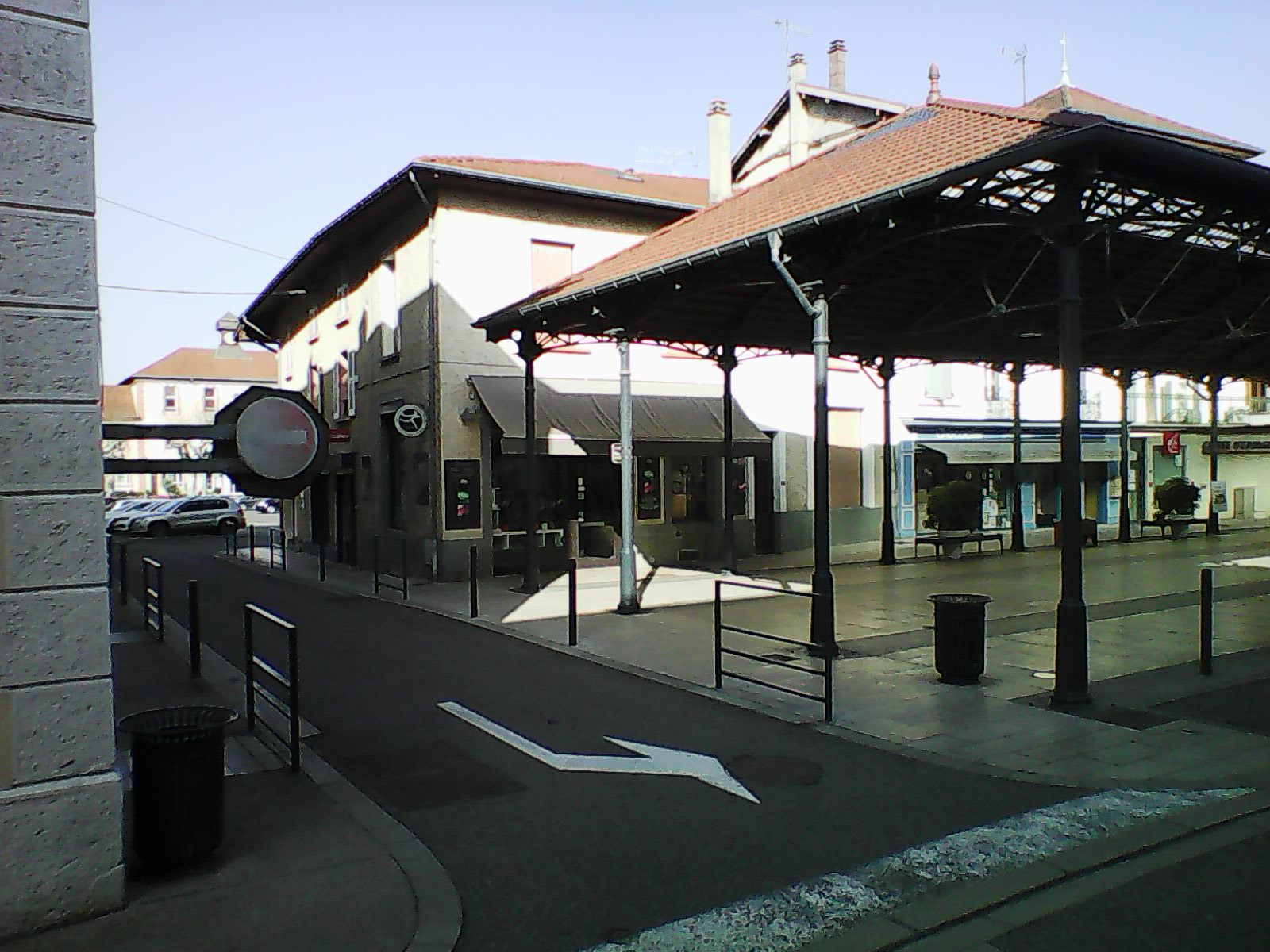
Centre ville et la Halle
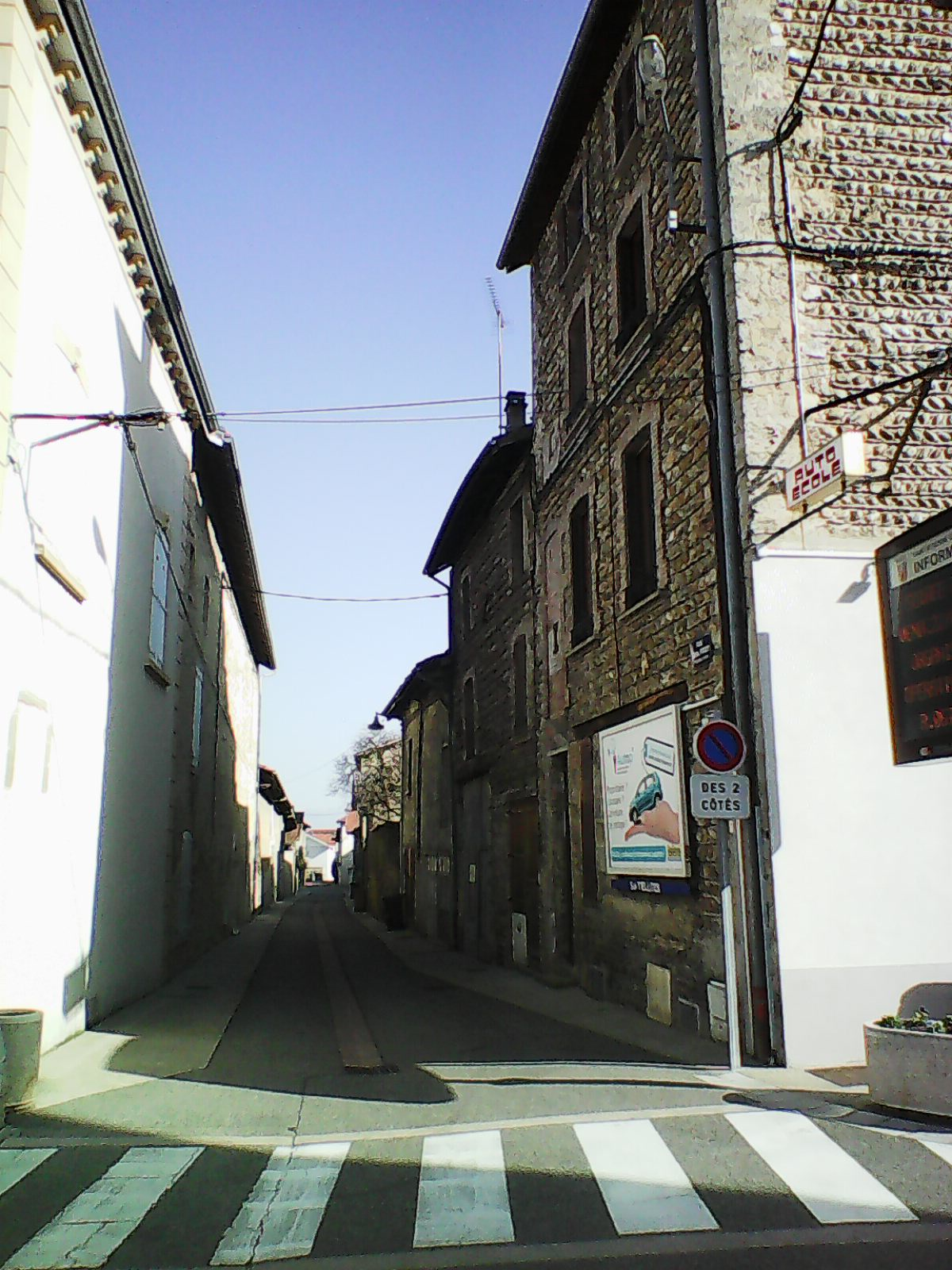
Rue du centre-ville
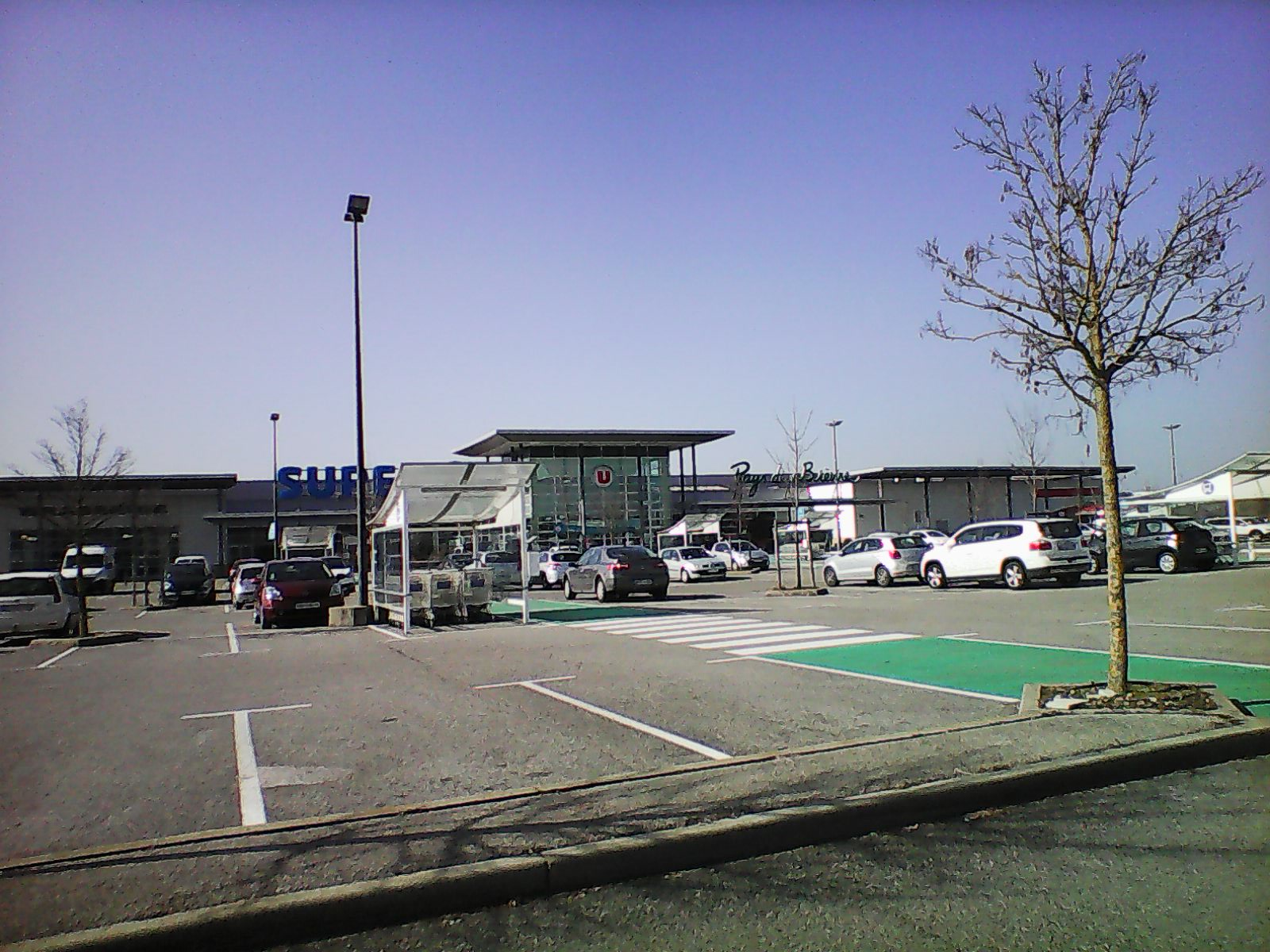
Centre commercial
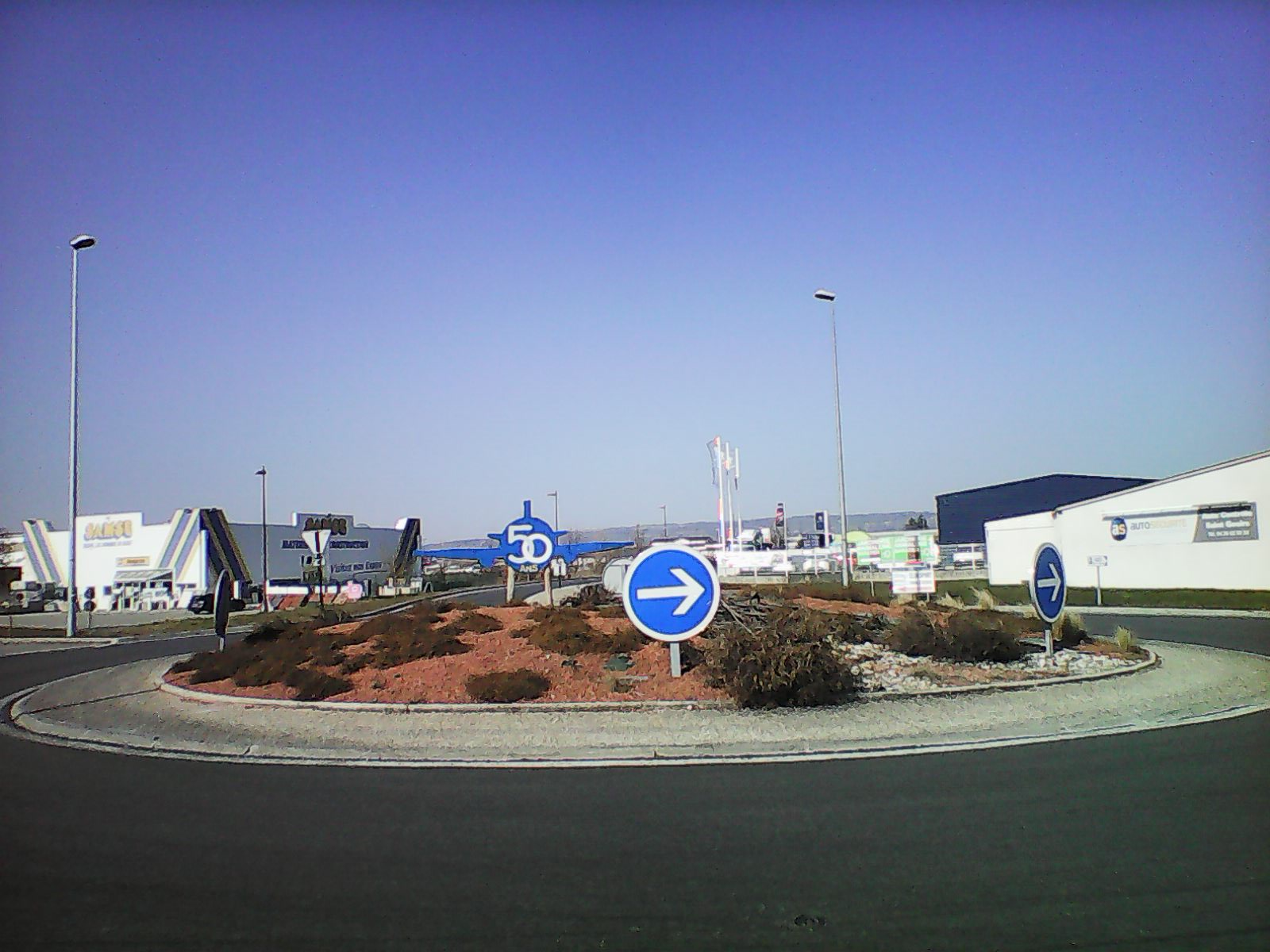
Rond-point du centre commercial
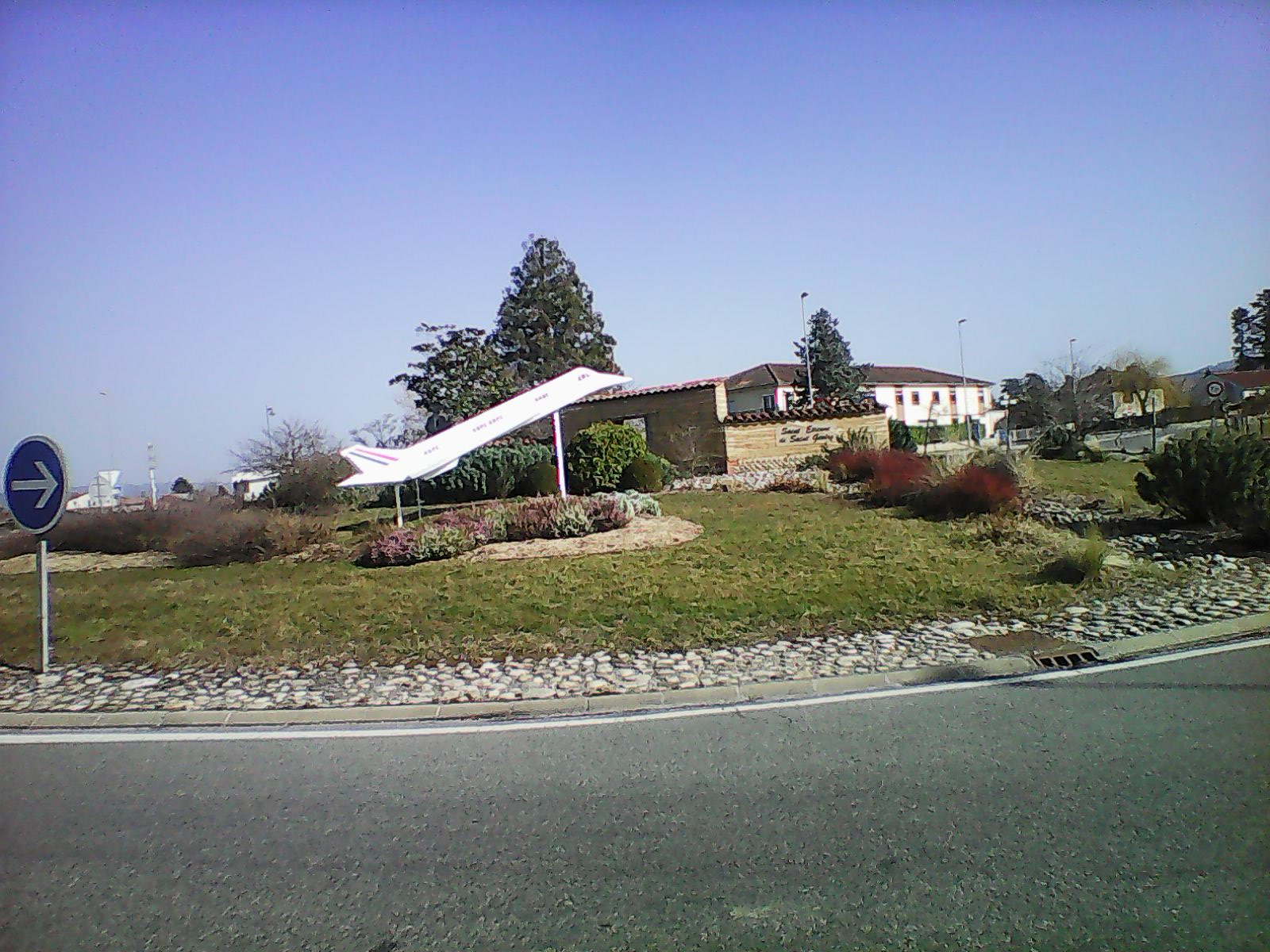
Rond-point dédié à l'aviation
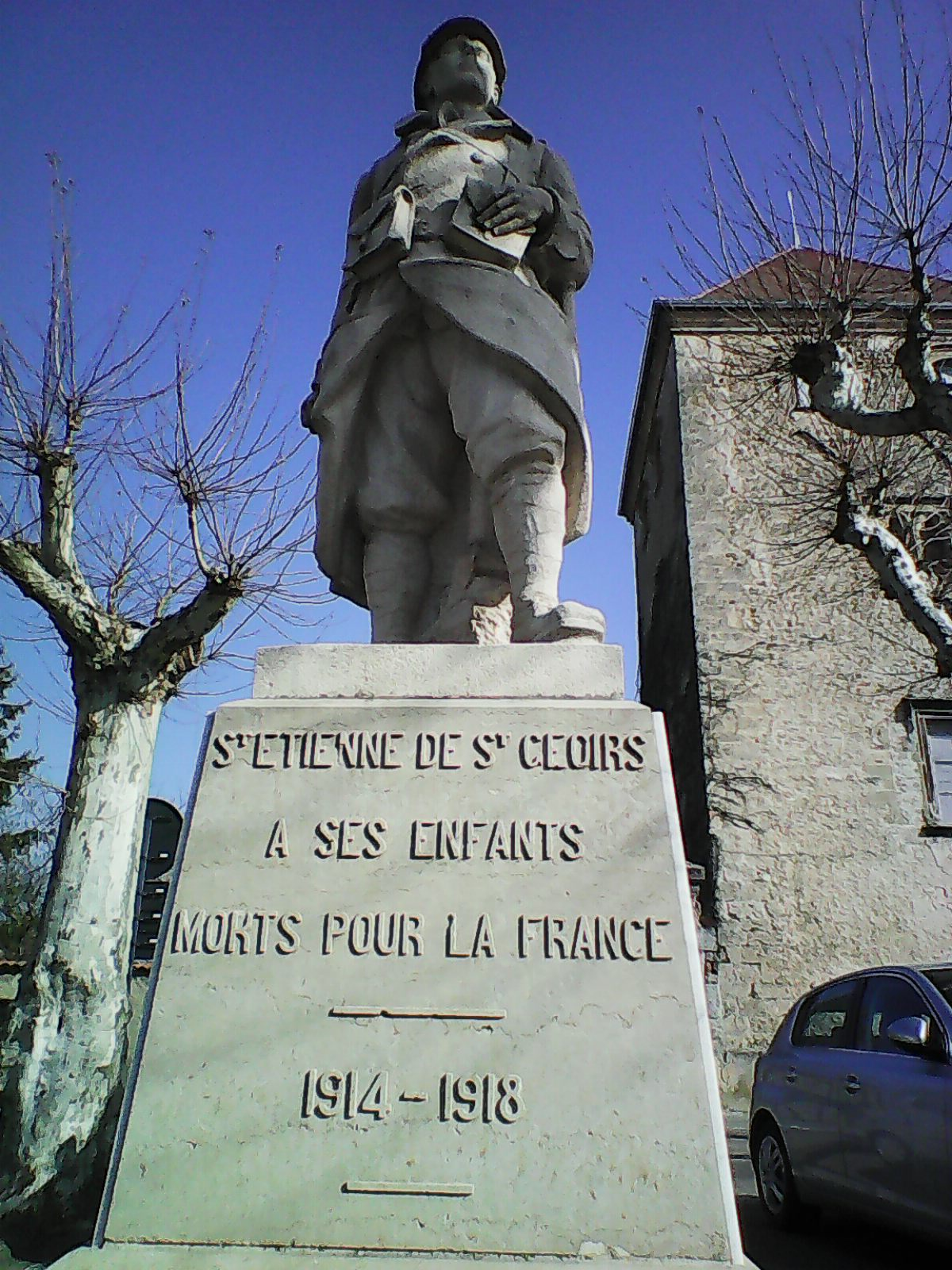
Monument aux morts
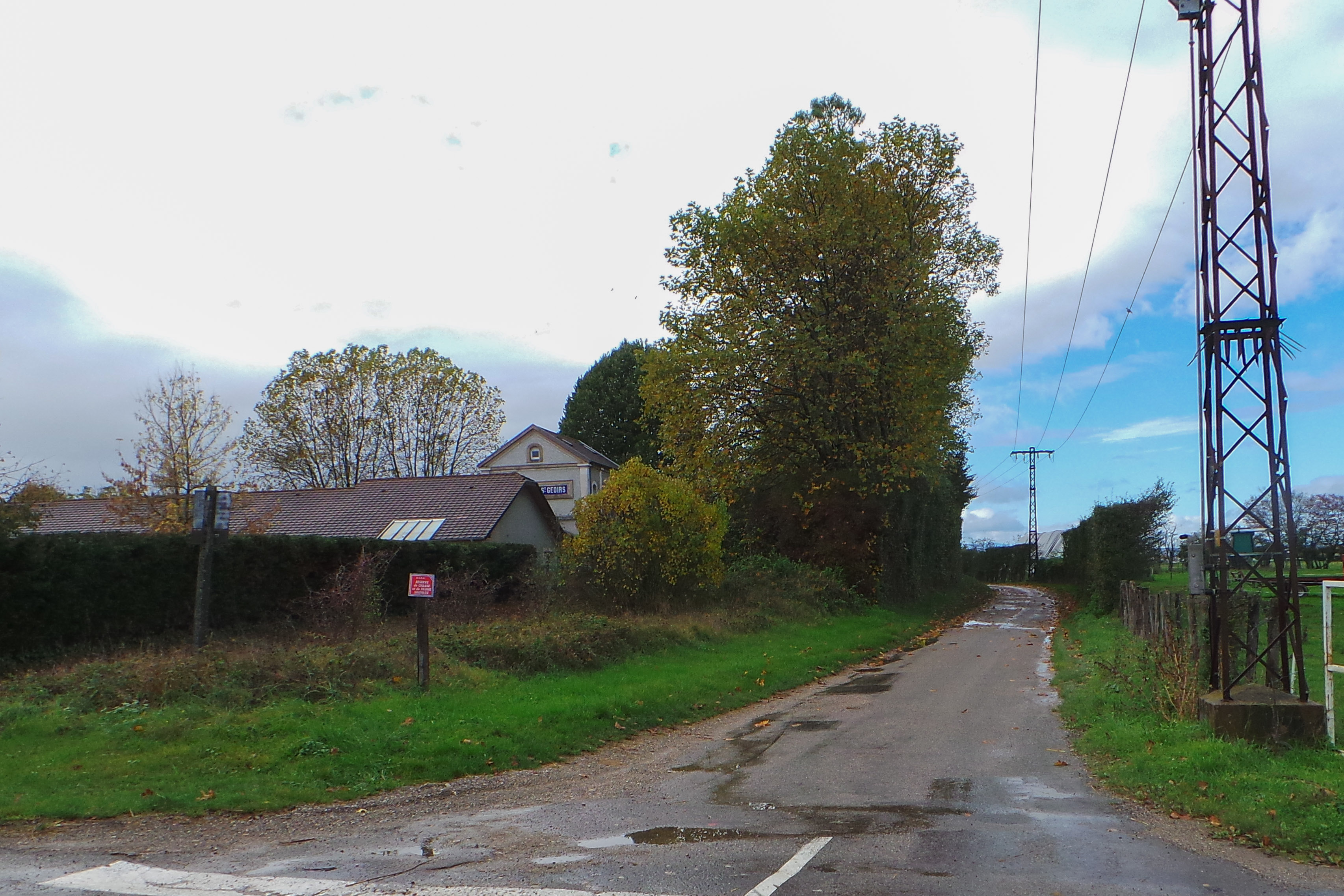
Secteur de l'ancienne gare

### Hameaux lieux-dits et écarts
Voici, ci-dessous, la liste la plus complète possible des divers hameaux, quartiers et lieux-dits résidentiels urbains comme ruraux qui composent le territoire de la commune de Saint-Étienne-de-Saint-Geoirs, présentés selon les références toponymiques fournies par le site géoportail de l'Institut géographique national.
| - Ferme de Not - Aéroport de Grenoble-Isère - Vieilles routes - Bièvre sur le Veyer - le Veyer - la Croix Ferrier - les Bletons | - les Biesses - Bissy et Bièvre - la Pierre - le Molard - le Combas - Saint-Martin - Revos Jaillet | - le Grand Plan - le Petit Plan - la Daleure - les Apprets - Champ Chabert - Boizelot - Le Rival | - Vulpin - le Paillier - Vernatel - les Treize Fontaines - Croix Rouge - Cours le Charrel - le Moulin Blanc | - les Ayes - la Tannerie - Patouly - Cours le Mathais - Cours le Mornicant - la Barrière - Mas du Bottu |

### Voies de communication et transports

#### Accès routier

Triangle autoroutier formé par l'A7, l'A48 et l'A49

La ville de Saint-Étienne-de-Saint-Geoirs se situe au centre d'un triangle formé par les autoroutes A7, A48 et A49, la ville étant cependant plus rapidement accessible par l'A48 qui relie Lyon à Grenoble, grâce à la création d'une bretelle d'accès en voie rapide à chaussées séparées, la RD119, qui la relie à l'autoroute afin de desservir l'aéroport. Cette voie rapide prend fin, plus à l'ouest, sur le territoire la commune voisine de Brézins.
- 9 Rives à 27 km : Vienne, La Côte-Saint-André, Aéroport de Grenoble-Isère.

L'accès routier à la commune est également possible par l'ancienne route nationale 85 qui relie Lyon à Grenoble, puis en empruntant la RD154 (route de La Frette) en venant de Lyon ou la RD519 en arrivant par Grenoble (route de Beaucroissant).
La commune est aussi reliée à Saint-Marcellin par la RD515, à Saint-Siméon-de-Bressieux par la RD13, à Brézins par le RD 518 et à Vinay par la RD154

### Transports publics

#### Transport ferroviaire

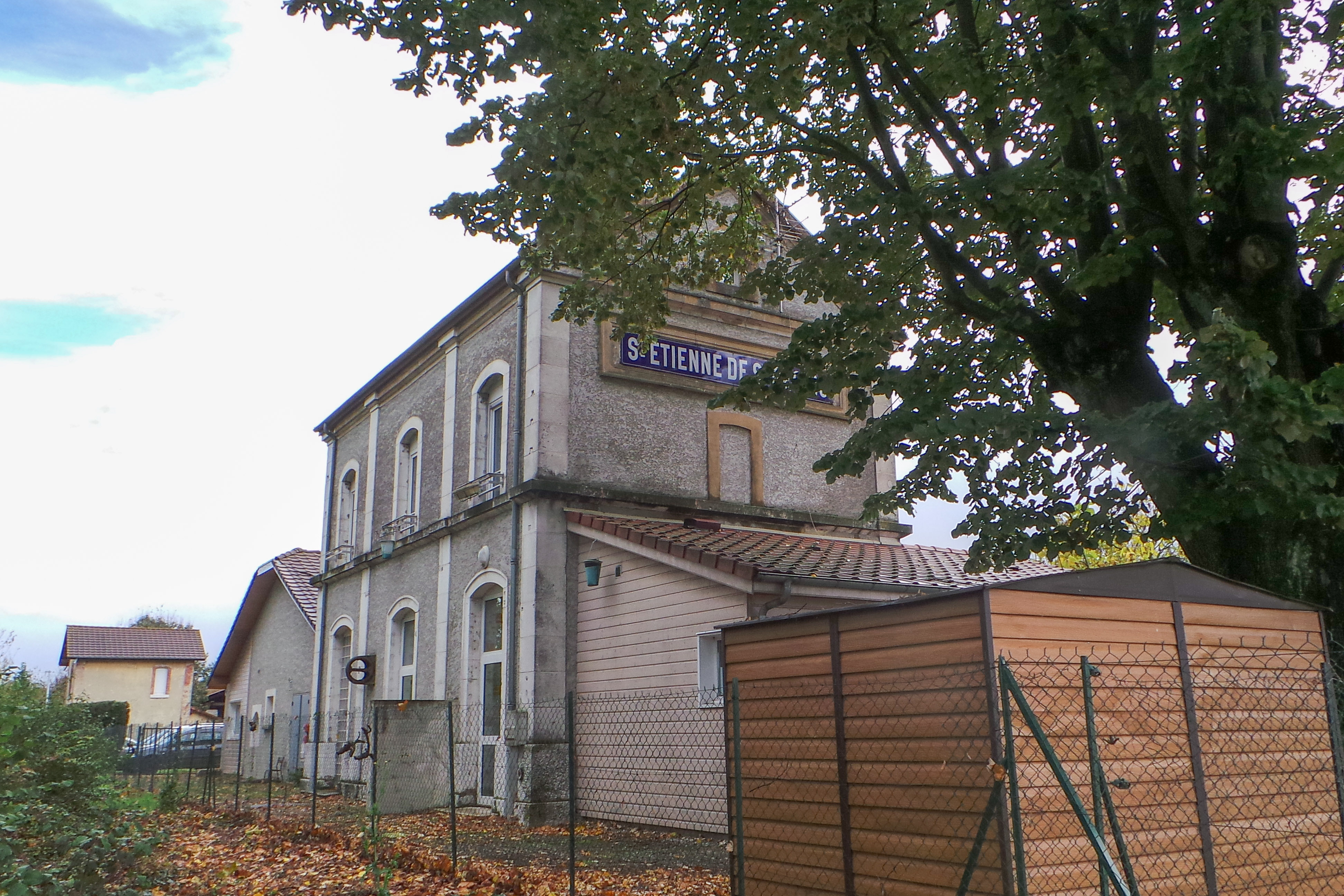
Ancienne gare de Saint-Étienne-de-Saint-Geoirs.

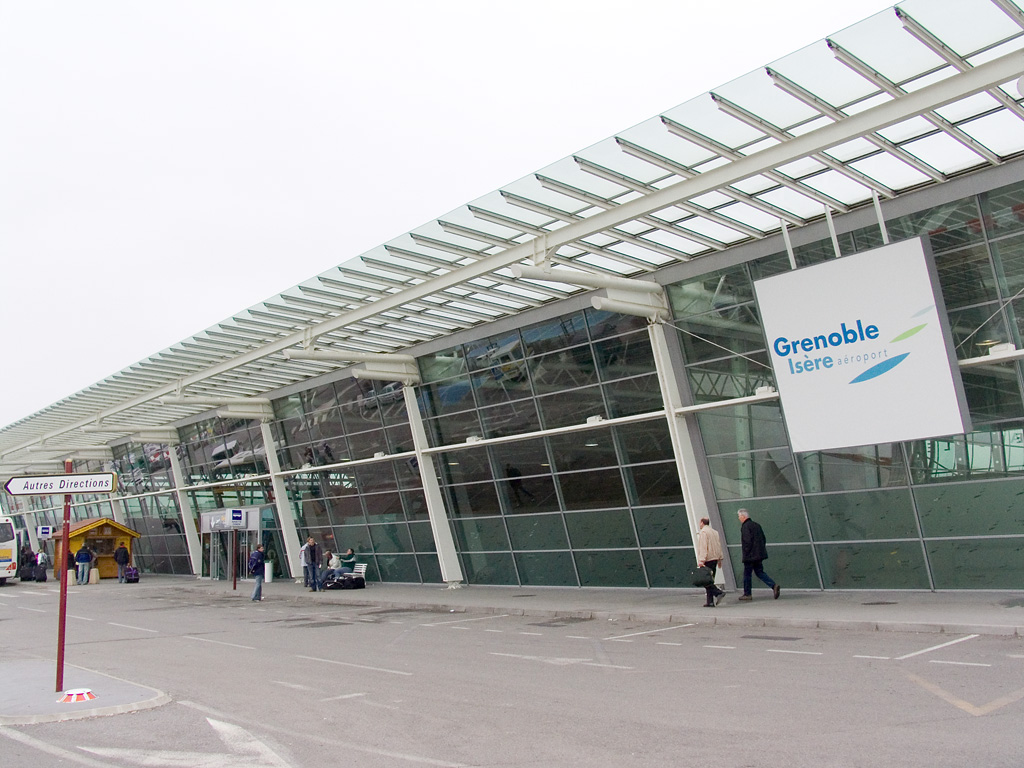
Aérogare de Grenoble-Alpes-Isère.

La commune était autrefois reliée à un réseau ferré mais la gare est actuellement désaffectée, les services voyageurs ayant été supprimés en 1939.

#### Transport aérien
L'aéroport de Grenoble-Alpes-Isère est en grande partie implanté sur le territoire de la commune et plus particulièrement les trois terminaux voyageurs pouvant accueillir jusqu’à un million de passagers par an.

#### Transport routier
- Au niveau de l'aéroport

L'aéroport est relié à la gare routière de Grenoble par une navette régulière de la compagnie Actibus, en correspondance avec l’ensemble des lignes Cars Région Isère et Transaltitude.
- Au niveau du bourg et des autres secteurs

Le bourg et ses environs sont reliés à la gare routière de Grenoble par plusieurs lignes régulières, dont :
La ligne T50 du réseau interurbain de l'Isère, reliant Beaurepaire à Grenoble, aux arrêts Le Pailler et Gare routière ;
La ligne expresse X08 du réseau interurbain de l'Isère, reliant  Beaurepaire à Grenoble, à l'arrêt Parking relais Mandrin ;
La ligne T55 du réseau interurbain de l'Isère, reliant La Côte-Saint-André à Voiron, aux arrêts Le Pailler et Gare routière ;

### Risques naturels et technologiques majeurs

#### Risques sismiques
L'ensemble du territoire de la commune de Saint-Étienne-de-Saint-Geoirs  est situé en zone de sismicité no 3 (sur une échelle de 1 à 5), comme la plupart des communes de son secteur géographique.
| Type de zone | Niveau            | Définitions (bâtiment à risque normal) |
| ------------ | ----------------- | -------------------------------------- |
| Zone 3       | Sismicité modérée | accélération = 1,1 m/s2                |

## Toponymie
Le nom de la commune de Saint-Étienne-de-Saint-Geoirs se décompose en deux parties.
La première, Saint-Étienne, est certainement liée à Étienne, prédicateur juif du Ier siècle considéré a posteriori comme le premier diacre (protodiacre) et le premier martyr (protomartyr) de la chrétienté.
La seconde, Saint-Geoire, pourrait faire référence à saint Georges (Georges de Lydda) un martyr chrétien légendaire qui aurait vécu au IVe siècle, connu pour avoir livré un combat acharné contre un dragon afin de sauver la fille d'un roi de la région de Beyrouth. Il existe cependant une deuxième hypothèse concernant cette première partie à l'instar du toponyme de Saint-Geoire-en-Valdaine, située dans le même département de l'Isère ou il serait question de Saint-Georges-de-Vienne, évêque de Vienne qui vécut au cours du VIIIe siècle.

## Histoire

### Préhistoire et Antiquité
Au début de l'Antiquité, le territoire des Allobroges s'étendait sur la plus grande partie des pays qui seront nommés plus tard la Sapaudia (ce « pays des sapins » deviendra la Savoie) et au nord de l'Isère.
Les Allobroges, comme bien d'autres peuples gaulois, sont une « confédération ». En fait, les Romains donnèrent, par commodité le nom d'Allobroges à l'ensemble des peuples gaulois vivant dans la civitate (cité) de Vienne, à l'ouest et au sud de la Sapaudia.

### Moyen-Âge et Temps Modernes

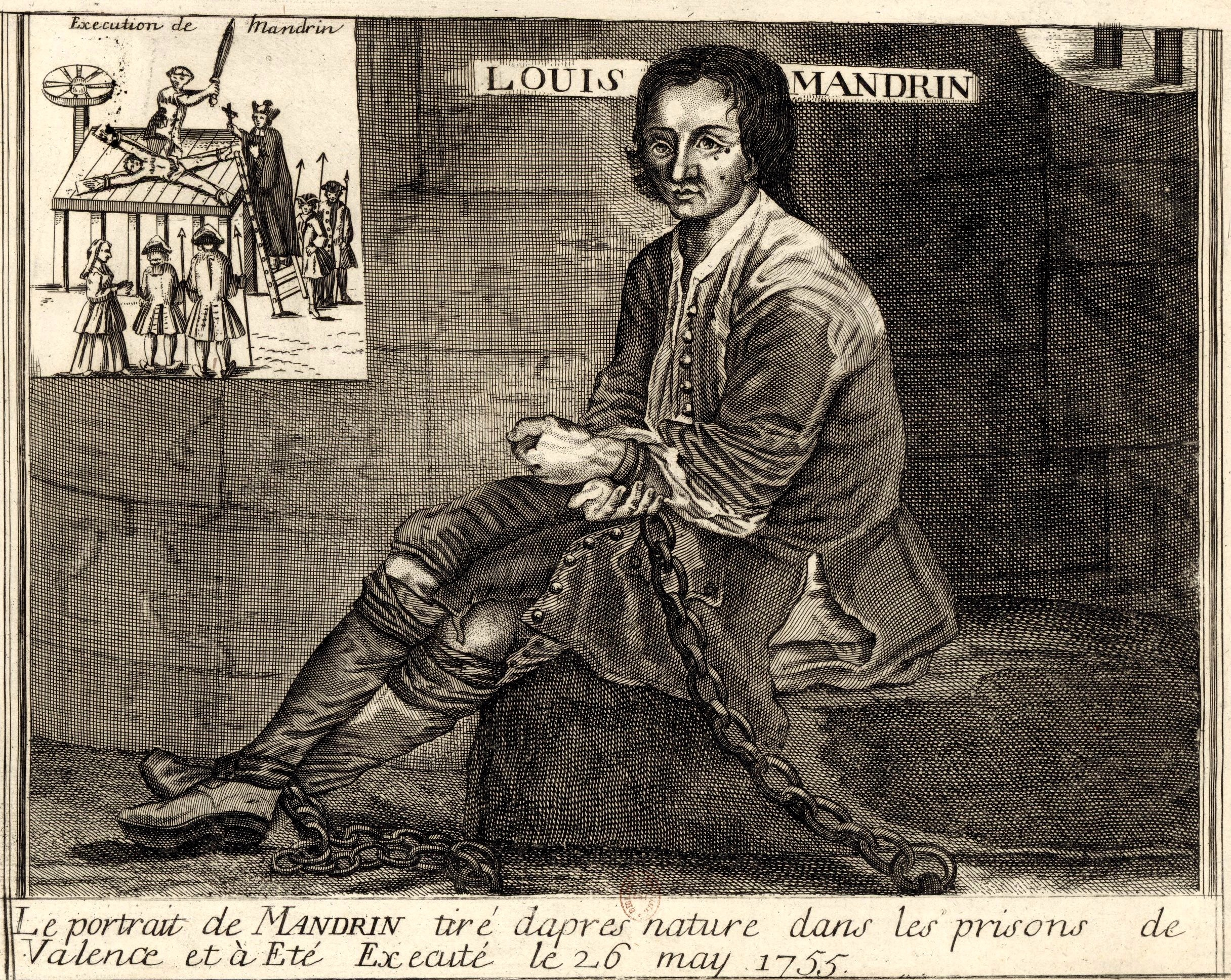
Le portrait de Mandrin dans les prisons de Valence ou il fut exécuté en 1755

La maison natale du célèbre contrebandier de l'Ancien Régime (XVIIIe siècle) Louis Mandrin, fils de François-Antoine Mandrin, négociant marchand, est située sur la commune de Saint-Étienne-de-Saint-Geoirs. Elle fut construite en 1515 et est acquise par la famille Mandrin en 1644. Louis Mandrin y naît le 11 février 1725, mais il la quitte définitivement durant l'année 1752.

### Époque contemporaine

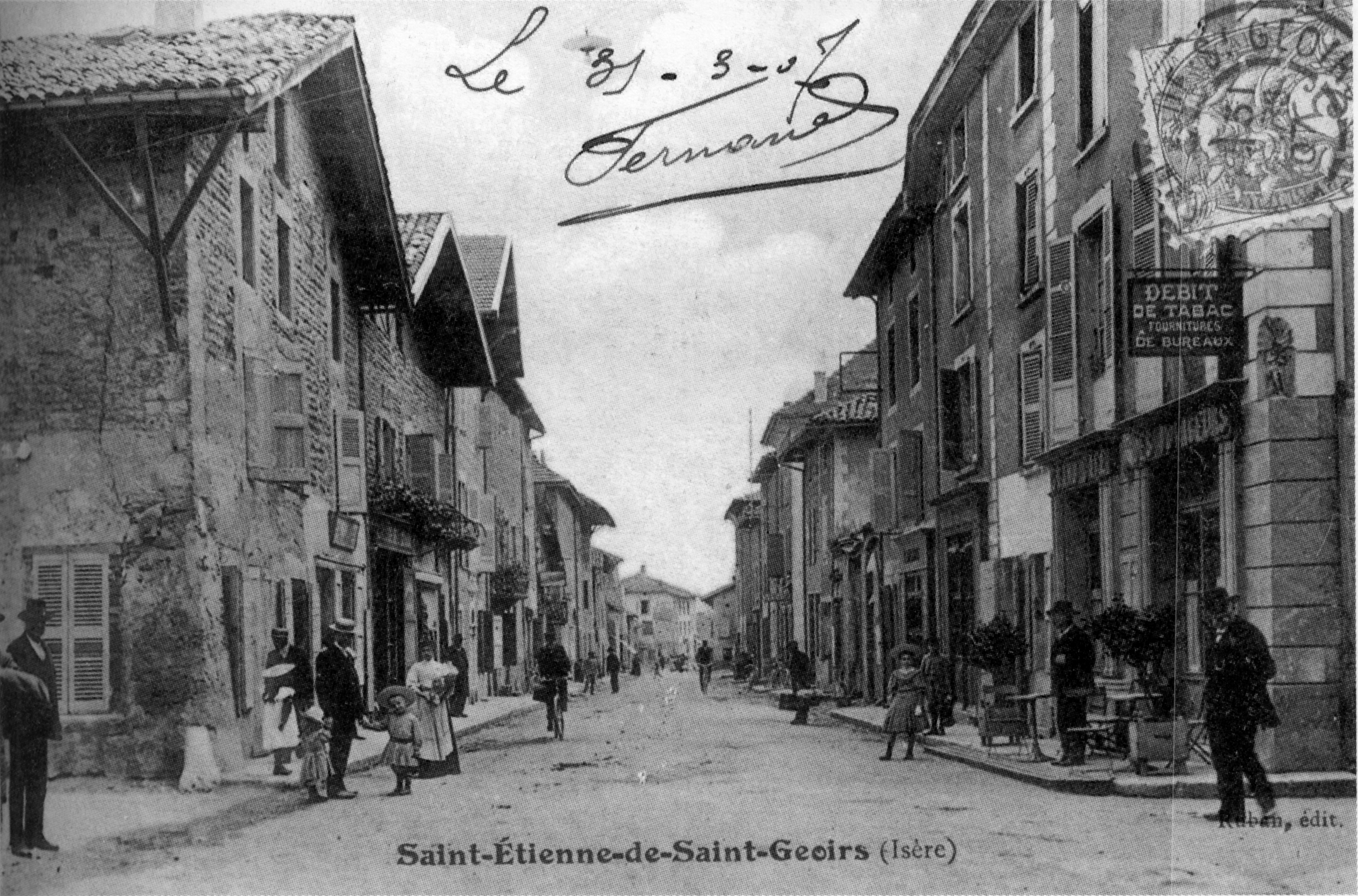
Saint-Étienne-de-Saint-Geoirs en 1907.

#### Révolution française
Durant la période révolutionnaire, la commune est rebaptisée Marathon, mais celle-ci reprend son nom entre le Consulat et le Premier Empire.

#### XXesiècle
De 1938 à 1966, un terrain d'aviation créé par les militaires sert pour les militaires comme piste atterrissage puis de point de dépôt.
Un projet d'un nouvel aéroport pour la région grenobloise est lancé dans les années 1960, puis il se concrétise en décembre 1967, lors de la fermeture définitive de l'aéroport de Grenoble-Mermoz et de l'ouverture au public de l'« aéroport de Grenoble-Saint-Geoirs » le 21 janvier 1968.
À la fin du XIXe siècle les tissages Romain-Bonvallet s'installent sur la commune marquant ainsi le début de l'industrialisation du secteur. Durant la Seconde guerre mondiale l'entreprise fut spécialisée dans le tissage de toiles de parachutes.
La commune a hébergé jusqu'au milieu des années 1990 la principale usine de production des skis de la marque française Dynamic, puis  l'entreprise autrichienne Atomic, aujourd'hui remplacée par un ensemble immobilier.

## Politique et administration

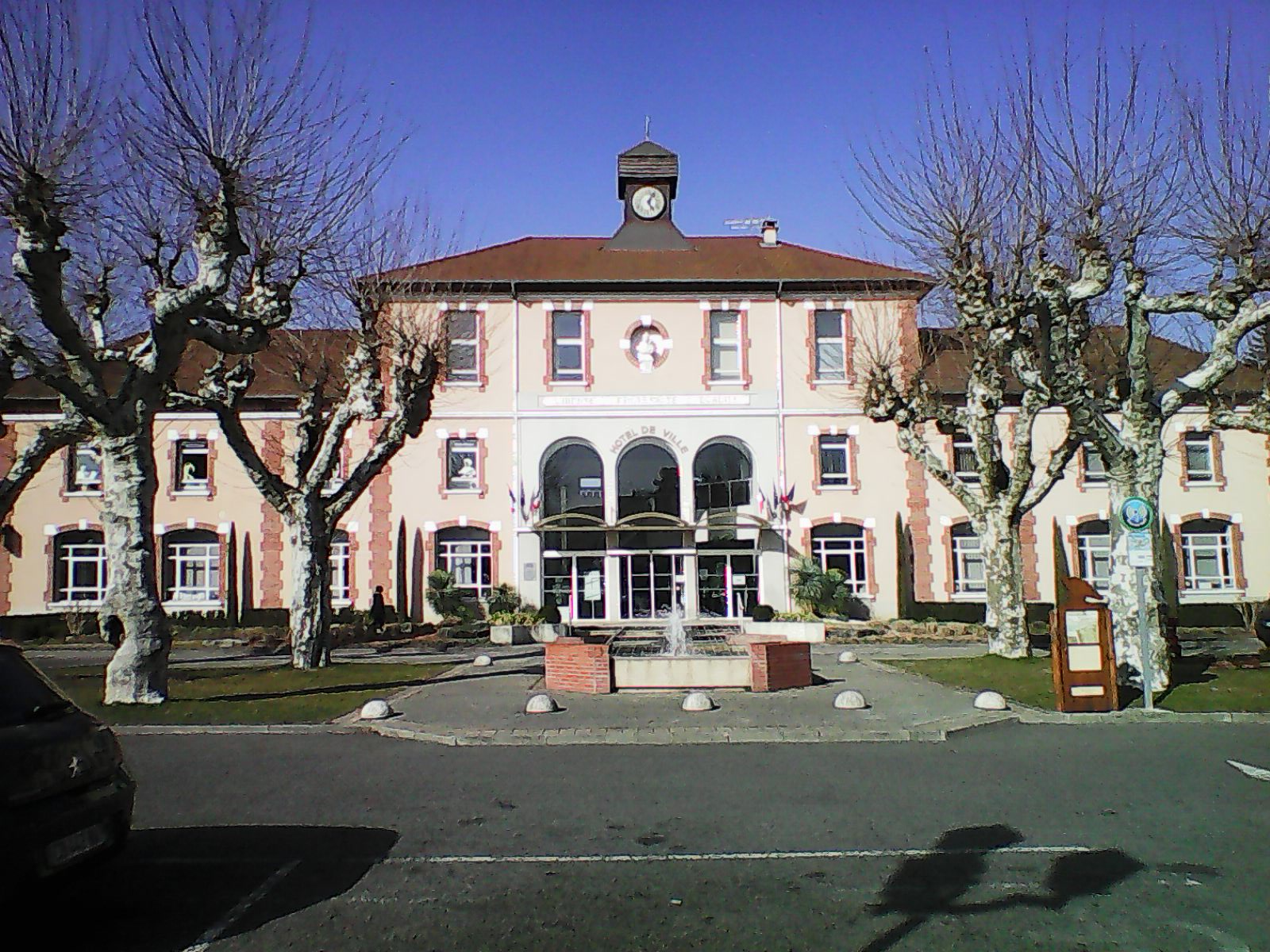
Hôtel de ville de Saint-Étienne-de-Saint-Geoirs

### Administration municipale
Le conseil municipal compte vingt-trois membres (douze femmes et onze hommes) dont un maire, cinq adjoints au maire et dix-sept conseillers municipaux.

### Tendances politiques et résultats

#### Scrutins nationaux
| Candidat           | 1er tour                      | 1er tour              | 2e tour                       | 2e tour               |
| Candidat           | Saint-Étienne-de-Saint-Geoirs | Ensemble de la France | Saint-Étienne-de-Saint-Geoirs | Ensemble de la France |
| ------------------ | ----------------------------- | --------------------- | ----------------------------- | --------------------- |
| Emmanuel Macron    | 21,69 %                       | 24,01 %               | 56,89 %                       | 66,10 %               |
| François Fillon    | 17,40 %                       | 20,01 %               |                               |                       |
| Jean-Luc Mélenchon | 15,14 %                       | 19,58 %               |                               |                       |
| Marine Le Pen      | 29,93 %                       | 21,30 %               | 43,11 %                       | 33,90 %               |
| Benoît Hamon       | 5,51 %                        | 6,36 %                |                               |                       |
| Votants            | 81,18 %                       | 77,77 %               | 78,27 %                       | 74,56 %               |

### Liste des maires
| Période                                  | Période                  | Identité          | Étiquette            | Qualité |
| ---------------------------------------- | ------------------------ | ----------------- | -------------------- | --- |
| 1895                                     | 1914                     | Alexandre Gagneux | Républicain          | Conseiller général du canton de Saint-Étienne-de-Saint-Geoirs (1910 → 1919) |
| Les données manquantes sont à compléter. |                          |                   |                      | |
| 1919                                     | 1924                     | Alexandre Gagneux | Républicain          | |
| 1924                                     | ?                        | Louis Guyonnet    | Rad.                 | Médecin Sénateur de l'Isère (1938 → 1941) Conseiller général du canton de Saint-Étienne-de-Saint-Geoirs (1919 → 1940) |
| Les données manquantes sont à compléter. |                          |                   |                      | |
| mars 1977                                | mars 2002 (démission)    | René Vette        | RPR puis DVD puis SE | Technicien supérieur des télécommunications Conseiller général du canton de Saint-Étienne-de-Saint-Geoirs (1982 → 2015) Vice-président du conseil général de l'Isère (1985 → 2001) Président de la CC de Bièvre Toutes Aures (1994 → 2008) Sénateur suppléant (1983-2001) Officier de l'Ordre national du Mérite |
| mars 2002                                | janvier 2019 (démission) | Yannick Neuder    | UMP-LR               | Cardiologue Conseiller régional d'Auvergne-Rhône-Alpes (2015 → ) 11e vice-président du conseil régional d'Auvergne-Rhône-Alpes (2016 → ) Président de Bièvre Isère Communauté (2014 → ) |
| janvier 2019                             | 2020                     | Liliane Dico      | LR                   | Administratrice 9e vice-présidente de Bièvre Isère Communauté |
| 2020                                     | En cours                 | Michel Veyron     | DVD                  | Exploitant agricole retraité |
| Les données manquantes sont à compléter. |                          |                   |                      | |

### Jumelages
La ville est jumelée avec :
- Casorate Sempione (Italie) depuis 2013[36]

## Population et société

### Démographie
L'évolution du nombre d'habitants est connue à travers les recensements de la population effectués dans la commune depuis 1793. Pour les communes de moins de 10 000 habitants, une enquête de recensement portant sur toute la population est réalisée tous les cinq ans, les populations de référence des années intermédiaires étant quant à elles estimées par interpolation ou extrapolation. Pour la commune, le premier recensement exhaustif entrant dans le cadre du nouveau dispositif a été réalisé en 2007.

En 2022, la commune comptait 3 352 habitants, en évolution de +3,39 % par rapport à 2016 (Isère : +3,07 %, France hors Mayotte : +2,11 %).
| 1793  | 1800  | 1806  | 1821  | 1831  | 1836  | 1841  | 1846  | 1851  |
| ----- | ----- | ----- | ----- | ----- | ----- | ----- | ----- | ----- |
| 1 519 | 1 546 | 1 725 | 1 885 | 1 944 | 2 002 | 2 051 | 1 970 | 1 918 |

| 1856  | 1861  | 1866  | 1872  | 1876  | 1881  | 1886  | 1891  | 1896  |
| ----- | ----- | ----- | ----- | ----- | ----- | ----- | ----- | ----- |
| 1 890 | 1 857 | 1 844 | 1 836 | 1 771 | 1 775 | 1 683 | 1 620 | 1 588 |

| 1901  | 1906  | 1911  | 1921  | 1926  | 1931  | 1936  | 1946  | 1954  |
| ----- | ----- | ----- | ----- | ----- | ----- | ----- | ----- | ----- |
| 1 615 | 1 601 | 1 570 | 1 386 | 1 417 | 1 363 | 1 283 | 1 260 | 1 215 |

| 1962  | 1968  | 1975  | 1982  | 1990  | 1999  | 2006  | 2007  | 2012  |
| ----- | ----- | ----- | ----- | ----- | ----- | ----- | ----- | ----- |
| 1 231 | 1 209 | 1 606 | 1 909 | 2 164 | 2 240 | 2 536 | 2 575 | 3 152 |

| 2017  | 2022  | - | - | - | - | - | - | - |
| ----- | ----- | - | - | - | - | - | - | - |
| 3 225 | 3 352 | - | - | - | - | - | - | - |

### Enseignement

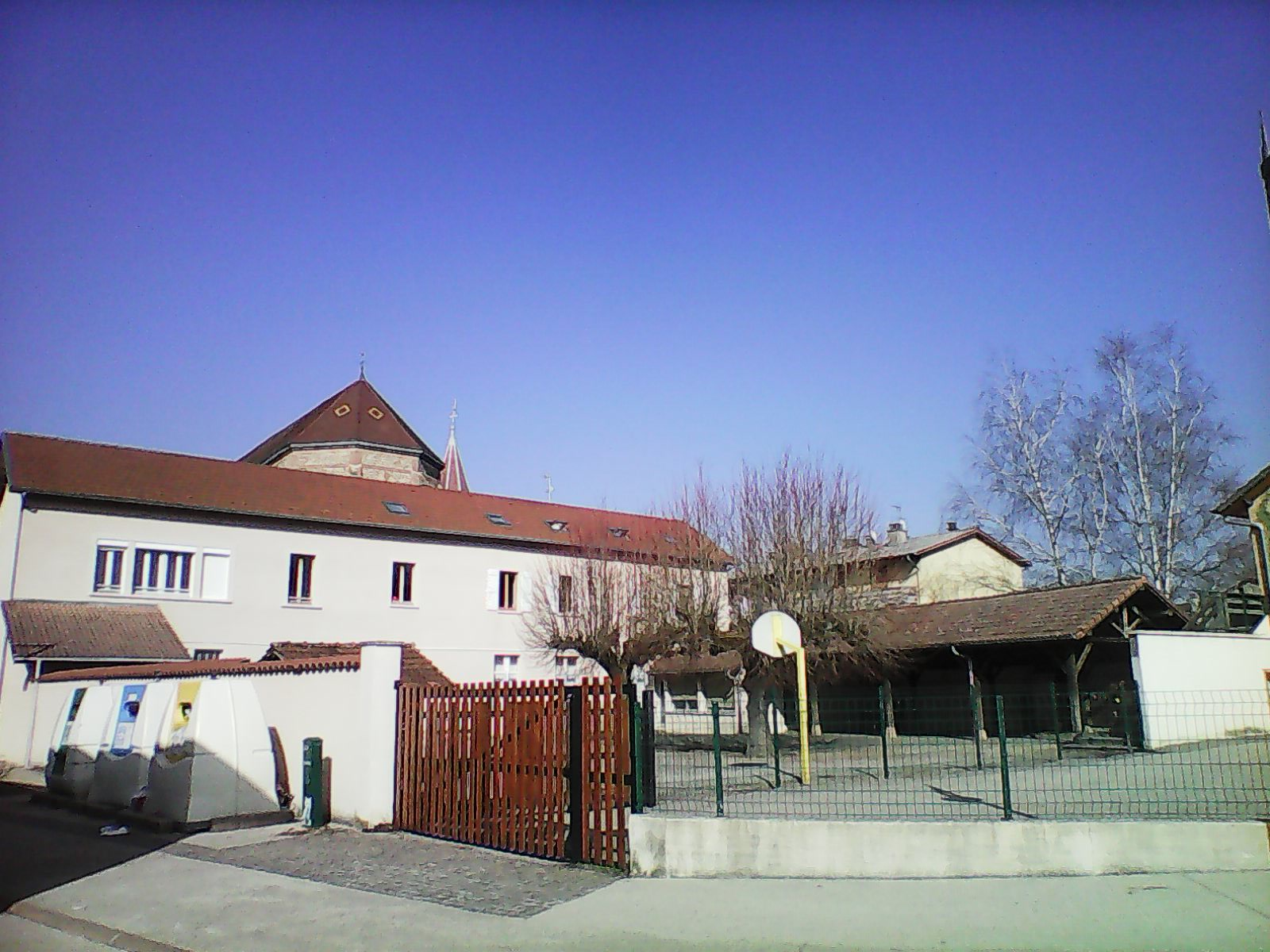
École primaire municipale

Rattachée à l'académie de Grenoble, la commune gère et administre l'école primaire publique Les castors qui compte une section maternelle et une section élémentaire.
Le collège Rose Valland, situé sur la commune, accueille aussi les élèves des villages alentour (Izeaux, Sillans, Brézins, La Frette, Saint Geoirs, etc.). Il propose entre autres, une LV2 Allemand dès le 6eme et une section Européenne Italien à partir de la 5eme.
St-Étienne-de-St-Geoirs est rattachée au secteur du lycée Hector Berlioz à La Côte-St-André. Il propose entre autres, en plus des 7 spécialités communes à la plupart des lycées généraux, la spécialité Sciences de l’Ingénieur, une section Européen Anglais, une section Européen Italien, un Bac Français International Anglais-Italien, une préparation "Sciences Po".

### Équipement culturel
Créée en novembre 1968, la bibliothèque intercommunale « Médiarêves » est une des bibliothèques du réseau Médiathèque de Bièvre Isère. Celle-ci a bénéficié de travaux d'agrandissement en 2015 et présente un catalogue unique de plus de 100 000 documents.

### Équipement sanitaire et social

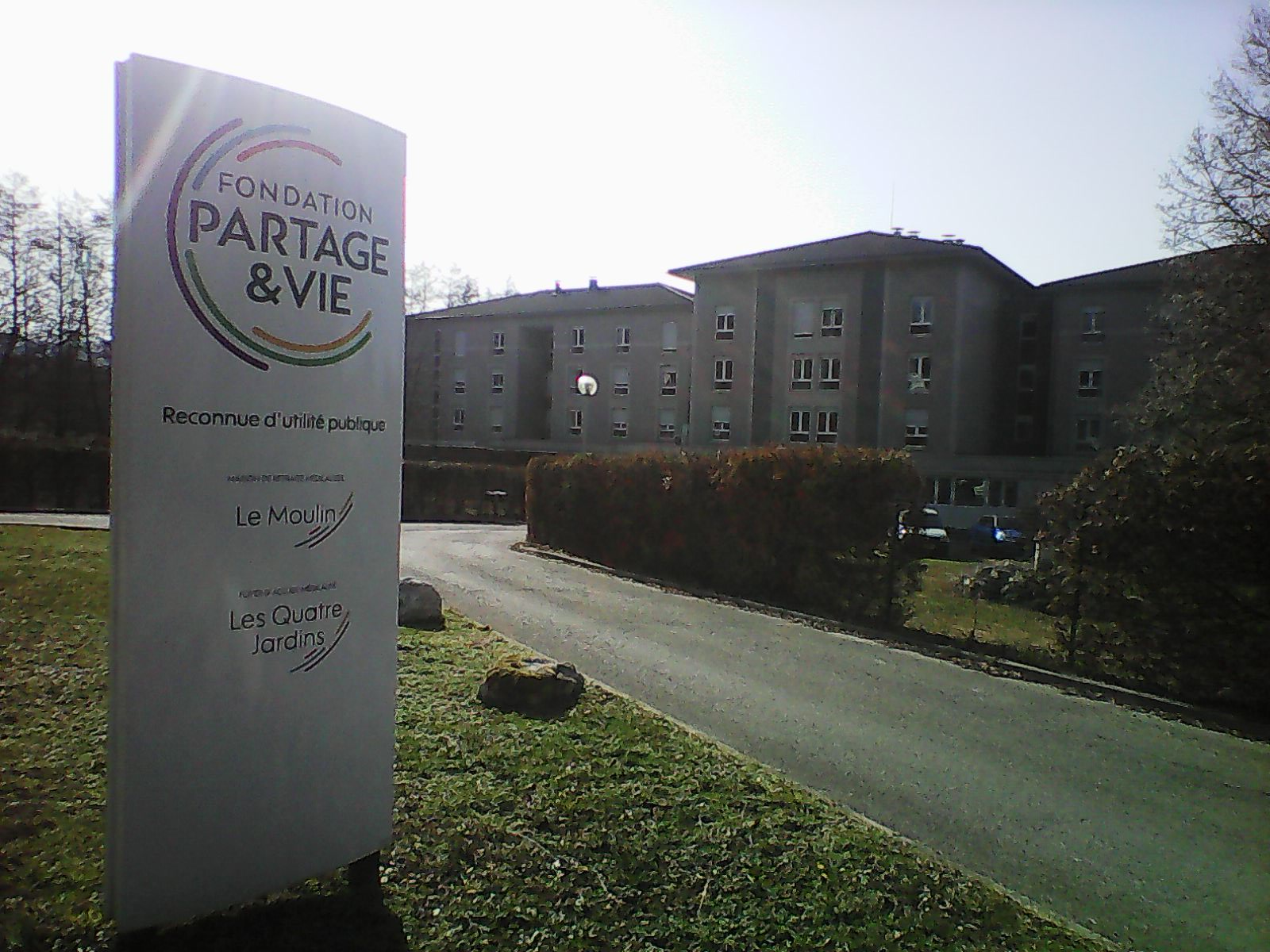
Établissements médico-sociaux de la Fondation Partage et Vie

La commune héberge deux établissements médico-sociaux situés sur un seul domaine géographique et gérés par la Fondation Partage et Vie. Cet ensemble est situé sur la route de Saint-Geoirs, au sud du territoire communal.
Il s'agit d'une maison de retraite médicalisée dénommée Le Moulin comptant 80 places et d'un foyer d'accueil médicalisé dénommé Les Quatre jardins.

## Manifestations culturelles et festivités

### Mandrinades de Saint-Étienne-de-Saint-Geoirs
les Mandrinades sont une fête historique et populaire organisée tous les cinq ans à Saint-Étienne-de-Saint-Geoirs, selon les archives municipales et les témoignages recueillis lors des précédentes éditions, en Isère(France). Cet événement rend hommage à Louis Mandrin (1725-1755), célèbre contrebandier et figure légendaire du XVIIIe siècle, né dans cette commune.

#### Histoire et Origine
Les Mandrinades ont été créées pour commémorer le personnage de Louis Mandrin et son impact historique. La première édition officielle a eu lieu en 1985, selon les archives municipales de Saint-Étienne-de-Saint-Geoirs. Depuis, elle est devenue une tradition locale.

#### Programme et Activités
Les Mandrinades sont un événement qui transporte les visiteurs dans l'univers du XVIIIe siècle à travers diverses animations :
• Reconstitutions historiques : des scènes de la vie de Louis Mandrin et de ses compagnons sont rejouées par des acteurs costumés.
• Marché d'époque : exposition d'anciens métiers et produits artisanaux locaux.
• Défilés et spectacles : musique, danses folkloriques et théâtres de rue sur le thème du brigandage et de la rébellion.
• Concerts et bals : soirées festives avec des musiques traditionnelles et modernes.
• Conférences et expositions : sur la vie de Louis Mandrin, son impact historique et les archives locales.

#### Les Mandrinades 2025
L'édition 2025 des Mandrinades se déroulera les 12 et 13 juillet, selon le programme officiel publié dans le bulletin municipal Le Mandrinois, édition printemps 2025. Cette année sera marquée par plusieurs nouveautés et événements spéciaux :
• Un grand spectacle nocturne mettant en scène les exploits de Mandrin avec effets pyrotechniques.
• Une parade costumée réunissant des centaines de figurants dans les rues du village.
• Un escape game géant basé sur la légende de Mandrin, où les participants devront résoudre des énigmes pour échapper aux soldats du roi.
• Des animations immersives incluant des ateliers de tir à l’arc, des démonstrations de forge et des initiations aux combats à l’épée.
En plus du week-end des festivités, l’année 2025 proposera également des événements préliminaires tels que des expositions, des conférences et des projections de films historiques, comme détaillé dans Le Mandrinois (printemps 2025).

#### Impact Culturel et Touristique
Les Mandrinades attirent chaque année entre 5 000 et 10 000 visiteurs, selon les chiffres officiels publiés dans Le Mandrinois (printemps 2025). Elles contribuent au rayonnement culturel et touristique de Saint-Étienne-de-Saint-Geoirs. L’événement est soutenu par la municipalité, des associations locales et des passionnés d’histoire.
Grâce à cette fête, la mémoire de Mandrin reste vivante et continue de fasciner historiens, amateurs de folklore et curieux en quête d’authenticité.

## Médias

### Internet
En 2014, la commune de Saint-Étienne-de-Saint-Geoirs a été récompensée par le label « Ville Internet @ ».

### Presse régionale
Historiquement, le quotidien à grand tirage Le Dauphiné libéré consacre, chaque jour, y compris le dimanche, dans son édition de Chartreuse et Sud Grésivaudan, un ou plusieurs articles à l'actualité de la ville, ainsi que des informations sur les éventuelles manifestations locales, les travaux routiers, et autres événements divers à caractère local.

### Cultes

#### Culte catholique
La communauté catholique et l'église de Saint-Étienne-de-Saint-Geoirs (propriété de la commune) dépendent de la paroisse Saint Paul de Toutes Aures, avec onze autres communes de la région. Cette paroisse est rattachée au diocèse de Grenoble-Vienne.

## Économie

### Entreprises et secteurs d'activité
L'aéroport de Grenoble-Alpes-Isère, anciennement dénommé Grenoble-Saint-Geoirs est le principal pourvoyeur d'emplois de la commune et de la communauté de communes. On peut découvrir autour de cet aéroport, de nombreuses activités liées à son implantation telles que l'École nationale de l'aviation civile (anciennement service d'exploitation de la formation aéronautique - SEFA) réservée à la formation des instructeurs français, le centre de formation de la société AERALP. Le centre-école de parachutisme de Grenoble implanté sur l'aéroport de Grenoble-Isère

## Culture locale et patrimoine

### Lieux et monuments

#### Patrimoine religieux
L'église paroissiale Saint-Étienne, édifice religieux de rite catholique, est inscrite partiellement au titre des monuments historiques par arrêté du 14 février 1995 ; l'ancienne chapelle située à l'est de la sacristie, avec ses peintures murales, est protégée.

#### Châteaux
- La maison forte de Fassion, des XVe et XVIIe siècles, labellisée Patrimoine en Isère en 2011[55],[56].

#### Autres bâtiments
- La maison forte de Saint-Cierge, des XVe et XIXe siècles[56], ou Château Saint-Cierge, labellisé Patrimoine en Isère en 2019[57].
- La tour de l'ancien château delphinal, du (XIVe siècle).
- La maison natale de Louis Mandrin, datant du (XVIe siècle).
- La maison forte de Varanin, du début du XIVe siècle, puis remaniée au XIXe siècle, maison de la mère de Mandrin[56].
- La maison Cochet (XVIIe siècle).
- Les vestiges du mur d'enceinte.
- Les maisons en galets roulés.
- Les halles couvertes dans le bourg ancien.
- Le monument aux morts communal

Quelques photos de quelques monuments de Saint-Étienne-de-Saint-Geoirs
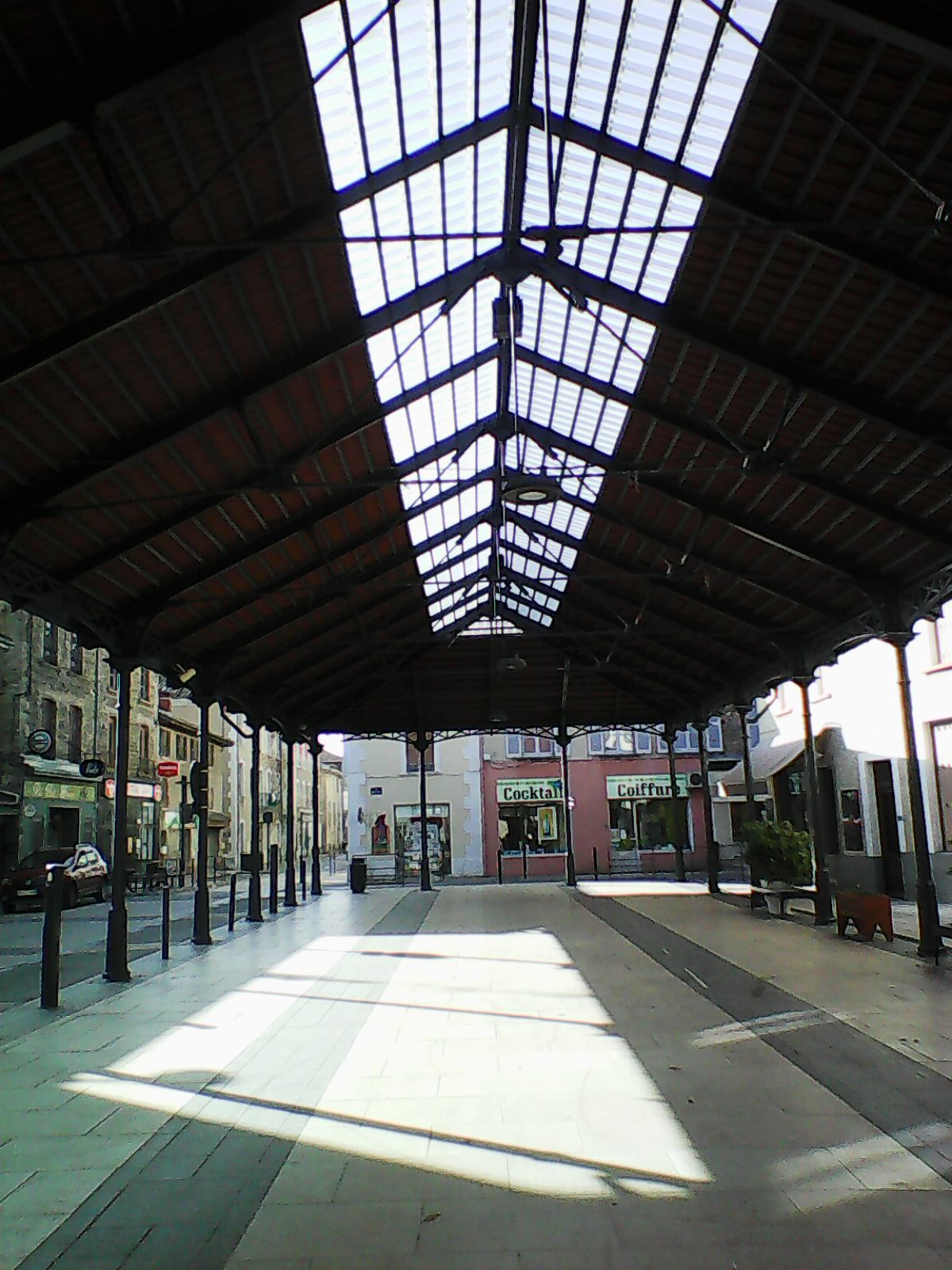
La Halle vue de l'intérieur
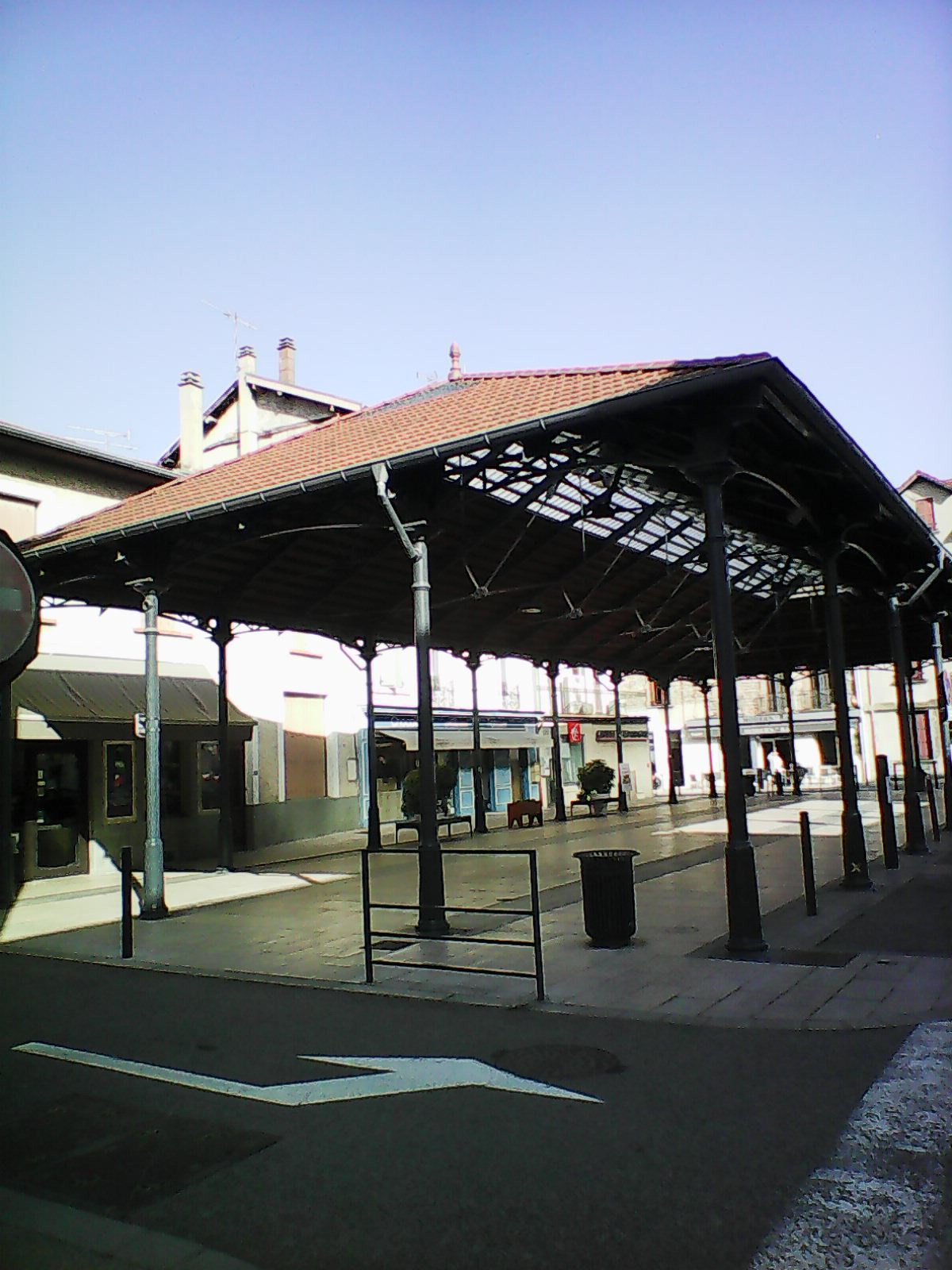
La Halle vue de l'extérieur
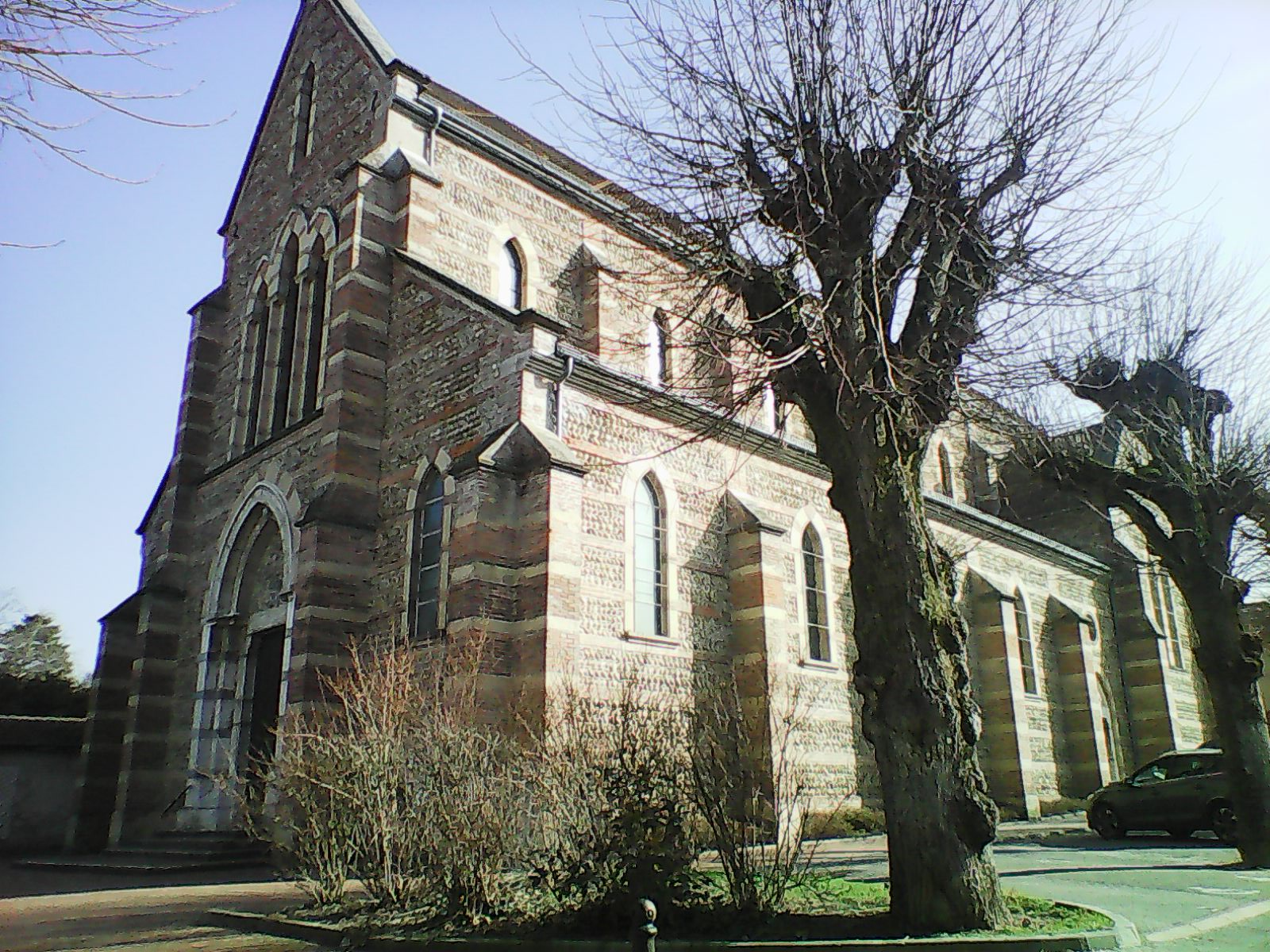
Église de St Étienne de St Geoirs
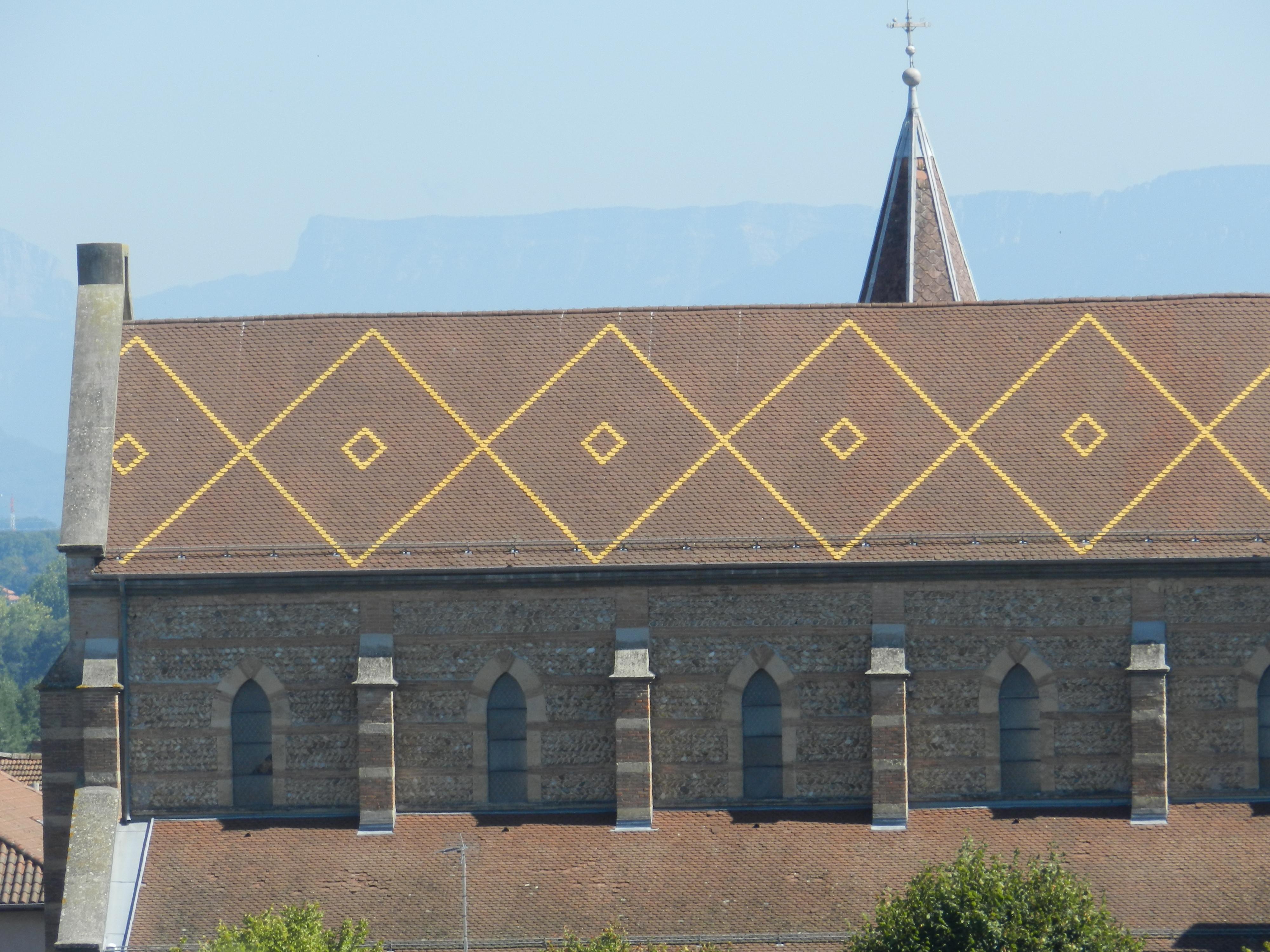
Toiture de l'église, côté occidental
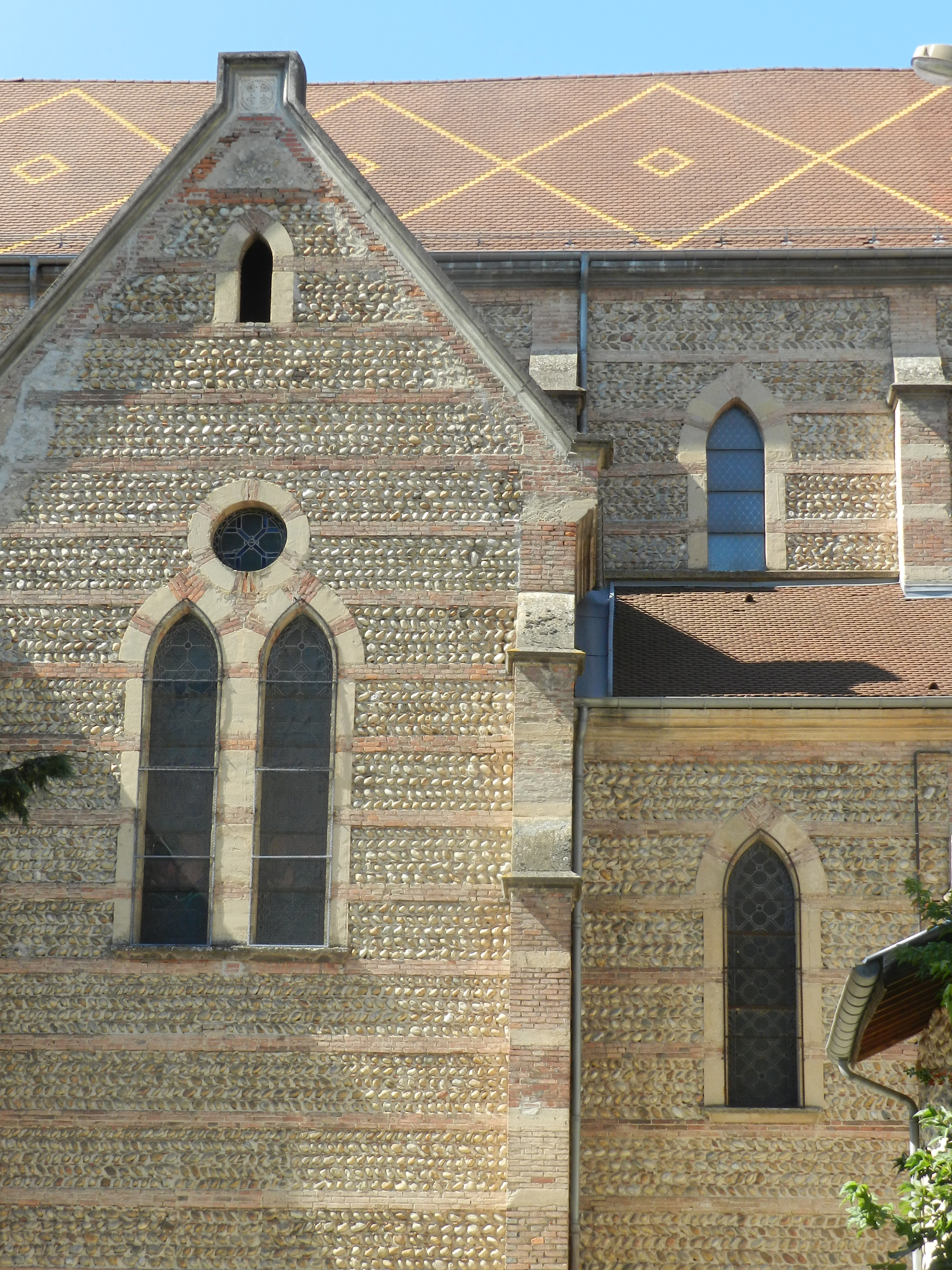
Église, coté oriental
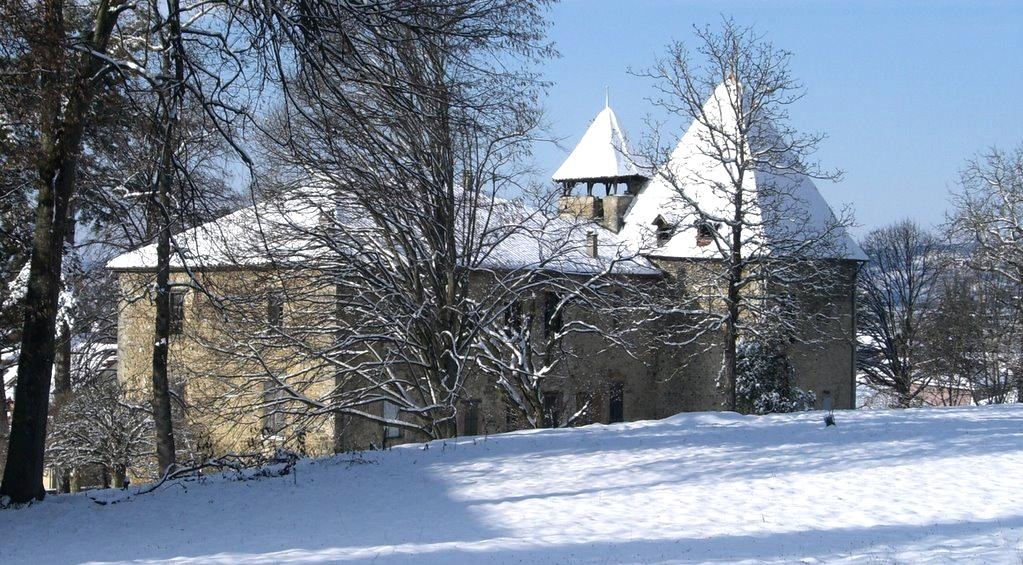
Le château de Fassion sous la neige

### Patrimoine naturel

#### L'étang de Chanclau
Le site de l'étang de Chanclau présente un parcours découverte sur la faune et la flore locale permettant de découvrir la richesse du site à travers de nombreux panneaux pédagogiques. La zone est gérée par une association de protection des oiseaux, laquelle a créé un refuge LPO en 2012.

#### Espaces verts et fleurissement
En mars 2017, la commune confirme le niveau « une fleur » au concours des villes et villages fleuris, ce label récompense le fleurissement de la commune au titre de l'année 2016.

### Patrimoine et tradition orales

#### Langue régionale

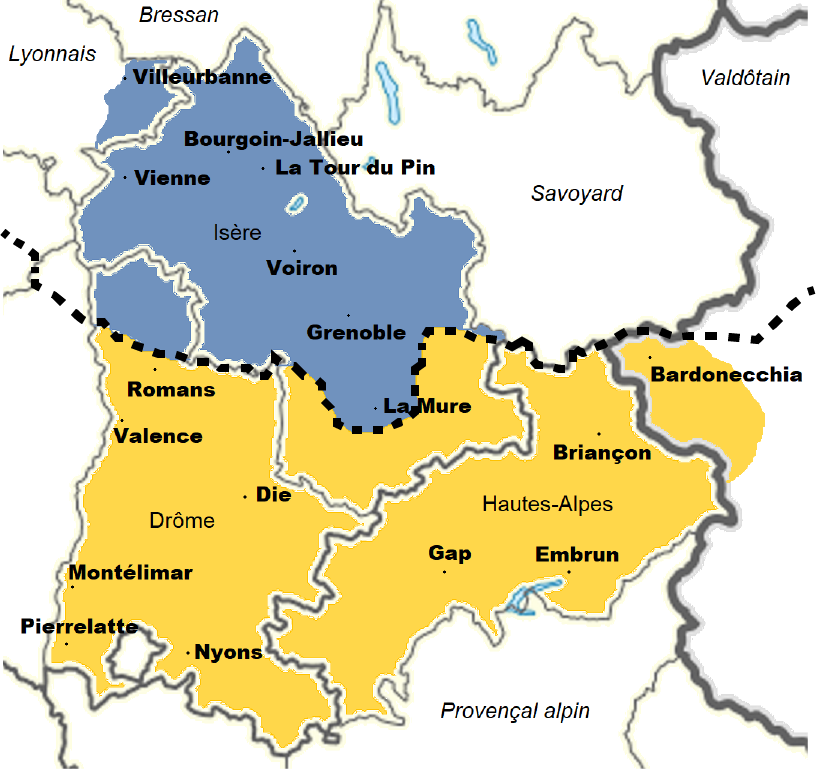
Carte linguistique du Dauphiné : Le dauphinois est un dialecte arpitan parlé dans le nord du Dauphiné

Historiquement, sur le plan linguistique, le territoire de Saint-Étienne-de-Saint-Geoirs, ainsi que l'ensemble de la plaine de Bièvre et du Liers, se situe au nord-ouest de l'agglomération grenobloise et au sud-est de l'agglomération lyonnaise et donc dans la partie centrale du domaine linguistique des patois dauphinois, laquelle appartient au domaine de la langue dite francoprovençal ou arpitan au même titre que les parlers savoyards, vaudois, Valdôtains, bressans et foréziens.
L'idée du terme, « francoprovençal », attribué à cette langue régionale parlée dans la partie centre-est de la France, différente du français, dit langue d'oil et de l'occitan, dit langue d'oc est l'œuvre du linguiste et patriote italien Graziadio Isaia Ascoli en 1873 qui en a identifié les caractéristiques, notamment dans le Grésivaudan, les pays alpins et la vallée de l'Isère, depuis sa source jusqu'à sa confluence avec le Rhône. .

### Personnalités liées à la commune
- Octave Chenavaz (1855-1912), homme politique, maire de Saint-Étienne-de-Saint-Geoirs, député de l'Isère de 1895 à 1910.
- Xavier Depraz (1926-1994), chanteur d'opéra et comédien, s'y est retiré et y est décédé.
- Louis Guyonnet (1887-1948), homme politique, sénateur, maire de Saint-Étienne-de-Saint-Geoirs.
- Louis Mandrin (1725-1755), contrebandier, y est né.
- Rose Valland (1898-1980), historienne d'art, résistante, capitaine de l'armée française, qui a été à l'origine de la récupération des œuvres d'art volées par les nazis durant l'Occupation, y est née et y est enterrée.
- Claude François Joseph Veyron-Lacroix (1766-1839), chevalier de l'Empire, colonel, sous-inspecteur aux revues, vétéran des guerres de la Révolution et de l'Empire, y est né[60]. Il était aussi châtelain de Saint-Cierge[réf. nécessaire].
- Joseph Vinoy (1800-1880), général et sénateur du Second Empire, grand chancelier de l’ordre national de la Légion d'honneur, y est né.

### Héraldique
| Blason de Saint-Étienne-de-Saint-Geoirs | Blason  | D'or, à une palme de sinople posée en pal ; au chef d'azur chargé d'un dauphin d'argent. |
| Blason de Saint-Étienne-de-Saint-Geoirs | Détails | Le statut officiel du blason reste à déterminer.                                         |